# Turchia
La Turchia, ufficialmente Repubblica di Turchia (in turco Türkiye Cumhuriyeti), è uno Stato transcontinentale. Il suo territorio si estende nella penisola anatolica, nell'Asia occidentale, e include anche una porzione europea: l'estrema parte orientale della Tracia, nota come Turchia europea. È bagnata a sud dal Mar di Levante, a ovest dal Mar Egeo e a nord dal Mar Nero; il Mar di Marmara separa la Turchia europea dalla penisola anatolica. Confina a nord-ovest con la Grecia e la Bulgaria, a nord-est con la Georgia, a est con l'Armenia, l'Azerbaigian e l'Iran, a sud-est con l'Iraq e a sud con la Siria. In Turchia si trova l'estremità più occidentale del continente asiatico. Ankara è la capitale della Turchia. Istanbul è la città più grande della Turchia e seconda d'Europa.
L'attuale territorio turco, specialmente la parte occidentale, ponte naturale tra oriente e occidente, è stato sede di una ricca varietà di popolazioni: Hatti, Ittiti, Frigi, Urartici, Lici, Lidi, Ioni, Persiani, Macedoni, i regni ellenistici (Regno di Pergamo, il Regno Seleucide, il Regno di Bitinia, il Regno del Ponto, il Regno tolemaico), Romani, Parti, Sasanidi, Bizantini, repubbliche marinare di Venezia e Genova, Selgiuchidi e Ottomani, i quali hanno assunto un importante posto nella storia della Turchia moderna.
Antichi e suggestivi siti archeologici e rovine in tutto il paese testimoniano che ogni civiltà è stata caratterizzata da elementi diversi. Oltre a quella ottomana, la principale civiltà fiorita in Turchia fu quella bizantina, il cui dominio durò per più di mille anni, fino alla conquista della capitale bizantina Costantinopoli (l'attuale Istanbul), ad opera dei turchi nel 1453. Numerosissime sono le testimonianze, i reperti e le costruzioni bizantine sparse in tutta l'Anatolia, e in particolare nell'antica capitale, come la basilica di Santa Sofia.
La Turchia si estende su una superficie di 783.562 km², e ha una popolazione superiore agli 85 milioni, professanti per lo più la religione musulmana; sono presenti piccole minoranze cristiane (soprattutto ortodosse, ma anche cattoliche) ed ebraiche, mentre poco diffuso è l'ateismo. Dal 1923 è una Repubblica.
La capitale è Ankara, una delle tre grandi città turche insieme a Smirne e Istanbul; quest'ultima è la più grande metropoli dello stato, nonché il maggior centro industriale e commerciale. La lingua ufficiale è il turco, ma sono presenti numerose minoranze linguistiche. La moneta ufficiale è la lira turca. Il presidente della Turchia è Recep Tayyip Erdoğan. Nel 2017 la Turchia risultava l'ottavo stato più visitato al mondo.

## Etimologia
Il nome della Turchia, "Türkiye" in lingua turca, può essere diviso in due componenti: "Türk", che è un sostantivo etnico per "turco", e iye, che è un suffisso aggettivale che significa "relativo a", "correlato a" (derivato dal suffisso arabo -iyya, che è simile ai suffissi greci e latini -ia). Il primo uso documentato del termine "Türk" o "Türük" come sostantivo etnico è contenuto nelle iscrizioni rinvenute nella valle del fiume Orkhon nell'attuale Mongolia, ed eseguite dai Göktürk (turchi celesti) attorno all'VIII secolo. La parola italiana "Turchia" è rimasta invariata dal latino medievale (c. 1369).
La parola greca affine a questo nome, Tourkia (in greco: Τουρκία), fu originariamente utilizzata dai Bizantini nel medioevo per descrivere l'Ungheria, poiché tale paese era stato occupato da tribù proto-turche e turche come gli Unni, gli Avari, i Bulgari, i Cabardi, i Peceneghi e i Cumani. Allo stesso modo, l'impero medievale dei Cazari, uno stato turco sulle sponde settentrionali del Mar Nero e del Mar Caspio, è stato indicato come Tourkia (terra dei Turchi) da fonti bizantine. Tuttavia, i Bizantini in seguito iniziarono a utilizzare questo nome per definire i Selgiuchidi che avevano preso il controllo di parti dell'Anatolia nei periodi successivi alla battaglia di Manzicerta del 1071.

## Storia

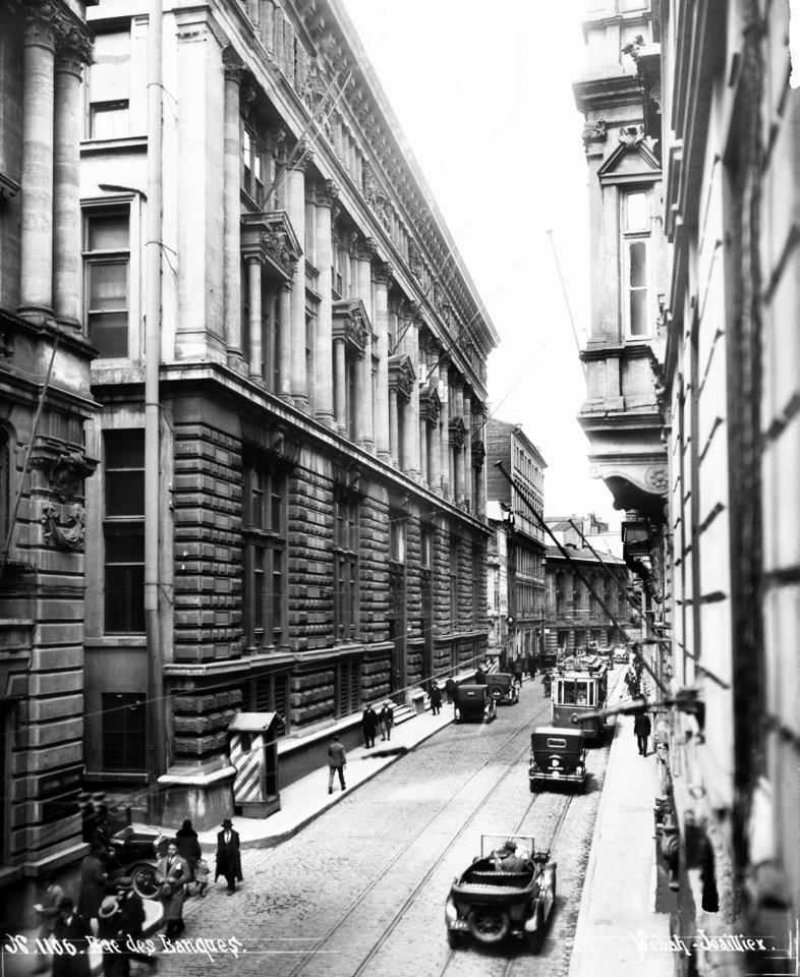
Bankalar Caddesi (Viale delle Banche) a Istanbul, anni '20

I Turchi, una società la cui lingua appartiene alla famiglia delle lingue turche, cominciarono a spostarsi dalle loro terre originarie alla moderna Turchia nell'XI secolo. In realtà il processo di spostamento e assimilazione di altri popoli da parte dei turchi era iniziato secoli prima, quando ancora turchi, mongoli, genti ugro-finniche e sciti erano uniti nell'indistinta confederazione di popoli nota a noi come unni e in Cina come xiongnu. I turchi che si diressero in Anatolia nell'XI secolo appartenevano al ceppo oghuz e provenivano dall'area situata tra il lago d'Aral e il mar Caspio, nell'attuale Kazakistan sud-occidentale. Erano affini agli attuali turkmeni e infatti furono chiamati turcomanni e i discendenti di questa ondata migratoria rimasti in Iraq sono noti come turcomanni iracheni.

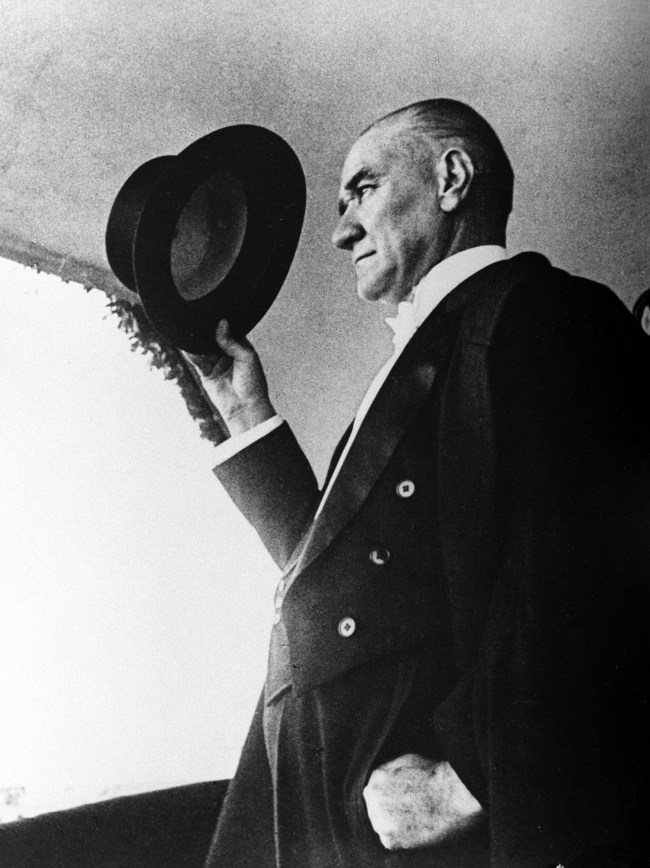
Mustafa Kemal Atatürk

Dopo che l'Impero Selgiuchide turco sconfisse le forze dell'Impero bizantino nella Battaglia di Manzicerta, il processo fu accelerato, e il Paese venne chiamato "Turchia" in Europa già dal XII secolo. L'Impero ottomano che ne seguì, crollò con la sconfitta nella prima guerra mondiale.
Il governo provvisorio turco di Ankara, che si era dichiarato il governo legittimo del Paese il 23 aprile 1920, iniziò a formalizzare la transizione legale dal vecchio sistema politico ottomano al nuovo sistema politico repubblicano. Il governo di Ankara ingaggiò una lotta armata e diplomatica. Nel 1921-1923, gli eserciti armeno, greco, francese e britannico furono espulsi: L'avanzata militare e il successo diplomatico del governo di Ankara portarono alla firma dell'armistizio di Mudanya l'11 ottobre 1922. La gestione della Crisi di Çanakkale (settembre-ottobre 1922) tra il Regno Unito e il Governo di Ankara causò il crollo del Ministero di David Lloyd George il 19 ottobre 1922 e l'autonomia politica del Canada dal Regno Unito. Il 1º novembre 1922, il Parlamento turco di Ankara abolì formalmente il Sultanato, ponendo così fine a 623 anni di dominio monarchico ottomano.

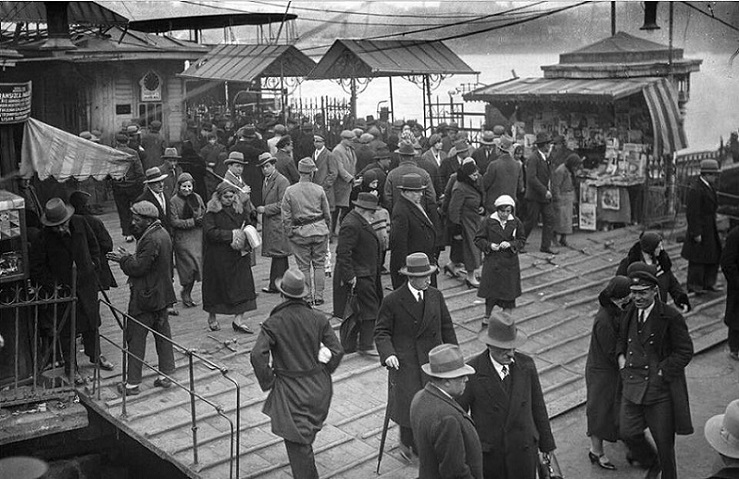
Il molo di traghetti a Karaköy sulla sponda nord del Corno d'Oro, anni '30

Il Trattato di Losanna del 24 luglio 1923 portò al riconoscimento internazionale della nuova "Repubblica di Turchia" come Stato successore dell'Impero ottomano, e la repubblica fu ufficialmente proclamata il 29 ottobre 1923, nella nuova capitale Ankara. Kemal Atatürk divenne il primo presidente della repubblica.

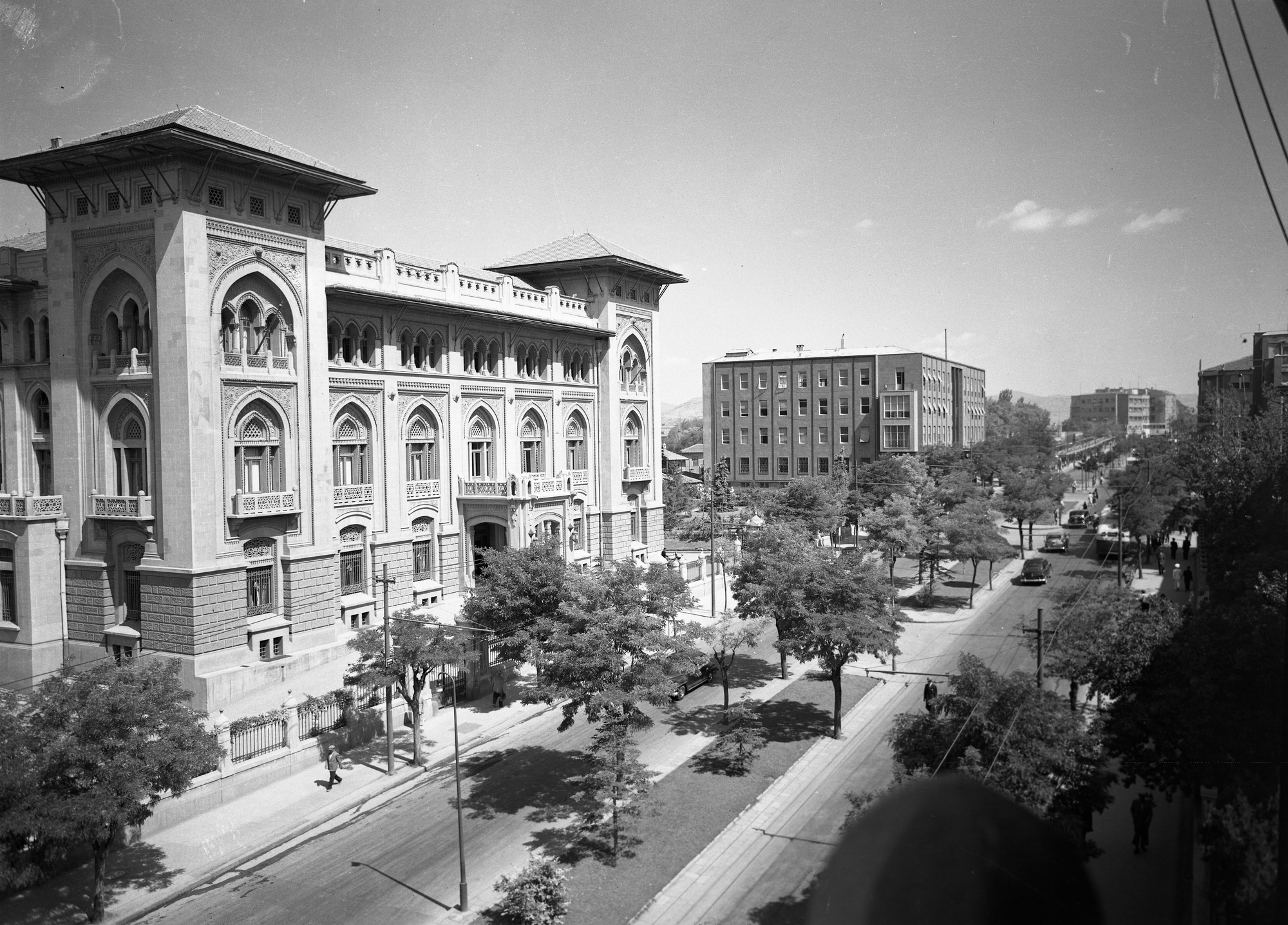
Viale delle Banche (l'attuale Viale Atatürk) ad Ankara, verso la fine degli anni '30. La sede della Ziraat Bankası, disegnata dall'architetto italo-turco Giulio Mongeri, si trova a sinistra.

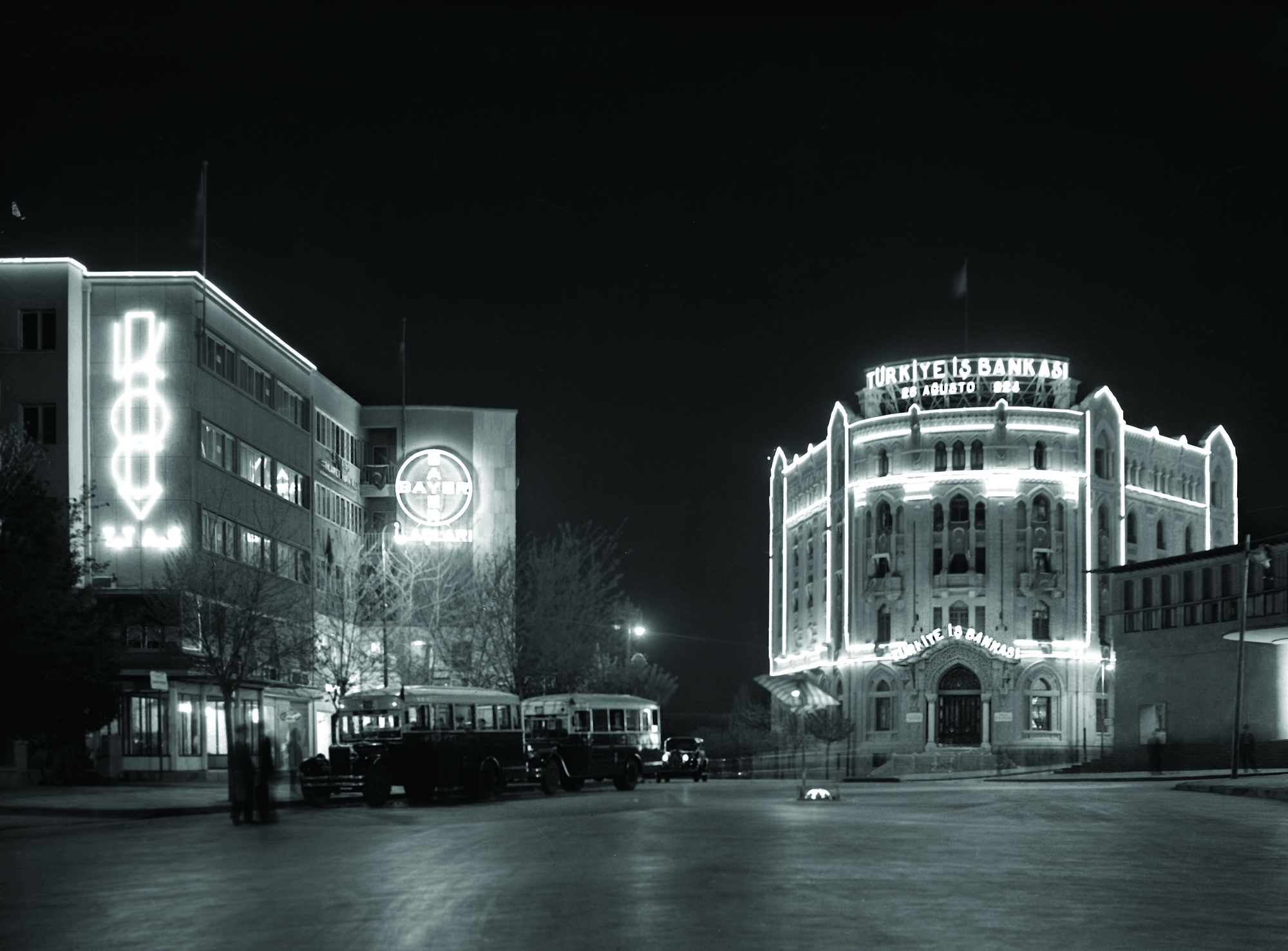
Piazza Ulus ad Ankara negli anni '40, con la sede di Türkiye İş Bankası, disegnata da Giulio Mongeri, a destra.

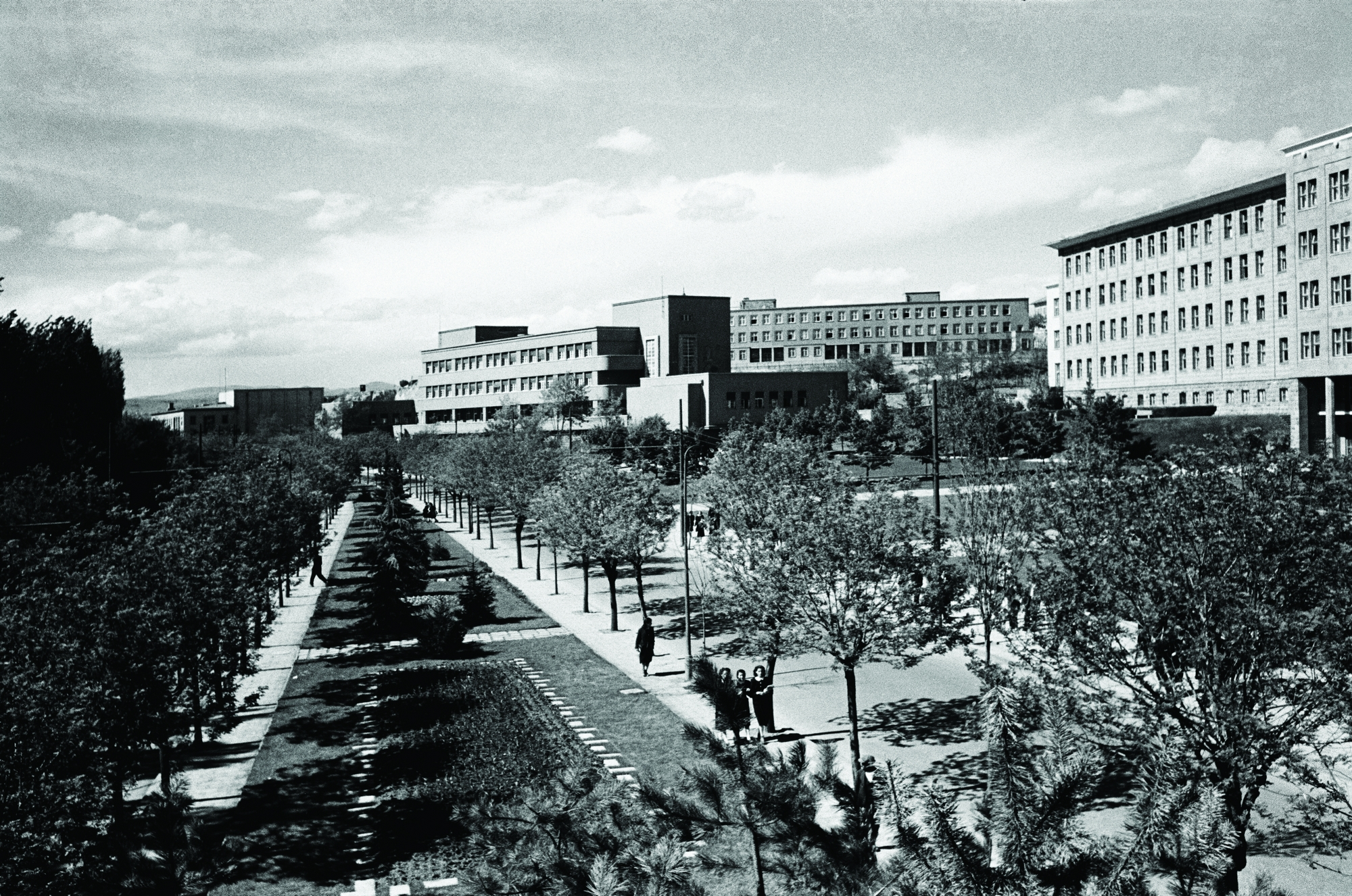
Un numero considerevole di architetti stranieri perseguitati dal regime nazista, come Bruno Taut, Clemens Holzmeister, Paul Bonatz, Ernst Arnold Egli, Wilhelm Schütte, Martin Wagner e Robert Vorhoelzer, emigrarono in Turchia e contribuirono allo sviluppo di Ankara in una città moderna negli anni '30 e '40. Nello stesso periodo, molti professori stranieri sono venuti in Turchia e hanno insegnato presso le università turche.

Avendo le terre dell'Anatolia una storia molto antica, la migrazione turca è relativamente recente.
Nella Repubblica Turca sono avvenuti diversi colpi di stato militari. Ultimo il fallito colpo di Stato del 2016 per il quale il presidente Erdoğan accusò il magnate Fethullah Gülen di esserne il promotore. Erdoğan poco dopo ha rimosso circa 3000 magistrati e altrettanti militari. Nei mesi successivi sono stati arrestati diversi esponenti di opposizione, giornalisti, insegnanti, accusati di terrorismo.

## Geografia

### Geologia
Geologicamente, la Turchia si trova in gran parte sulla placca anatolica, a sud e a ovest della placca eurasiatica, a nord dalla placca araba e a nord-est dai confini della placca africana. A causa della faglia anatolica settentrionale, una struttura geologica con movimento e orientamento est-ovest, la Turchia è una delle regioni del mondo più soggette a terremoti. I terremoti più forti degli ultimi anni si sono verificati nella provincia di Koaceli, vicino İzmit, nel 1999, a Van nel 2011 e a Karaman nel 2023

### Orografia
Geograficamente la Turchia si estende su due continenti. La parte più occidentale del continente asiatico è costituita dalla massiccia ed elevata penisola dell'Anatolia che divide il Mar Nero dall'Egeo e dal Mediterraneo orientale, occupando il 97% del territorio nazionale turco. La parte europea nel nord-ovest, corrispondente alla Tracia orientale, copre circa il 3% dell'area in cui si trova la parte principale della metropoli di Istanbul.
Appartengono al territorio turco anche due isole dell'Egeo (Imbro e Tenedo) e il bacino del Mar di Marmara. Il confine terrestre con gli otto paesi confinanti ha una lunghezza totale di 2816 km. A nord-ovest, la Turchia confina con la Grecia (192 km) e la Bulgaria (223 km), a nord-est con Georgia (273 km), Armenia (311 km), Azerbaigian (exclave della Repubblica Autonoma di Nakhchivan, 17 km), a est con l'Iran (534 km) e a sud con l'Iraq (367 km) e la Siria (899 km). L'isola di Cipro, politicamente divisa tra la Repubblica di Cipro e la non riconosciuta a livello internazionale Repubblica turca di Cipro del Nord, si trova a circa 70 chilometri dalla costa meridionale.
Il paese ha una estensione di 783.562 km², divisi tra Europa e Asia dallo Stretto del Bosforo, dal Mar di Marmara e dallo Stretto dei Dardanelli.
Il territorio della Turchia è quindi vasto oltre due volte e mezza quello dell'Italia.
La Turchia asiatica è costituita in larga parte da un altopiano delimitato da due catene montuose che vanno da est ad ovest: i Monti del Ponto (Karadeniz Sıradağları) a nord e i Monti del Tauro a sud.
La massima altitudine è raggiunta dal monte Ararat (5137 m); altre montagne sono l'Elmadağ, il Karabük e il Bozdağlar. La catena montuosa dell'Abant Dağları (altitudine massima 1.794 m) si trova nella parte settentrionale del paese. Tra le vette del paese c'è anche il vulcano Erciyes Dağı, ormai spento. Due sono le formazioni vegetali diffuse: la steppa all'interno e la foresta sulle catene montuose e sul litorale.
Le coste del paese sono coperte da foreste dense, soprattutto nella parte orientale della costa del Mar Nero. La foresta che ricopriva l'interno dell'Anatolia ha subito, sin dall'età del bronzo, un'opera sistematica di disboscamento da parte dell'uomo. Solamente in questi anni è stato messo in atto un processo inverso, grazie ad un progetto ecologico-ambientale.

### Idrografia
I fiumi più importanti sono il Tigri e l'Eufrate, a cui si aggiungono il Kızılırmak, il Meriç, l'Ergene e il Gediz.
I bacini idrografici si dirigono verso molti mari, e una parte del territorio è occupata da bacini senza sbocco al mare. Questi ultimi bacini (endoreici) si suddividono in bacini con laghi tettonici, poco profondi, di acqua salata e privi di fauna, e in bacini con laghi carsici, di acqua dolce e pescosi.
I bacini fluviali verso l'Egeo sono in genere più vasti di quelli verso il Mar Nero e il Mediterraneo.

### Clima
Il territorio si suddivide in tre diverse zone climatiche: la costa della Turchia che si affaccia sul Mar Mediterraneo e il Mar Egeo ha un clima mediterraneo, con estati calde e secche e inverni miti. La costa della Turchia che si affaccia sul Mar Nero ha un clima oceanico, con estati calde e umide e inverni freddi e umidi. Al suo interno il clima è di tipo continentale e, dato che le catene montuose fermano le influenze del mar Mediterraneo e del Mar Nero, comprende estati calde e secche e inverni freddi e nevosi; le precipitazioni sono scarse: nella zona più arida del paese esse superano raramente i 300 mm. Invece oltre 2500 mm annui nella zona del Mar Nero, 1000 mm annui di pioggia sulle catene montuose mentre ad Ankara scendiamo a 415 mm annui.
In media il paese gode di una elevata insolazione per circa 7.5 ore di sole al giorno, che sta portando la Turchia ad essere "uno tra i primi paesi al mondo per piano di sviluppo dell'energia solare".

### Aree geografiche

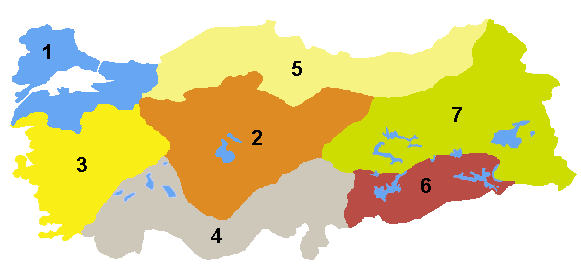
Le 7 regioni della Turchia: 1 Regione di Marmara, 2 Anatolia Centrale, 3 Regione dell'Egeo, 4 Regione del Mar Mediterraneo, 5 Regione del Mar Nero, 6 Anatolia Sud Orientale, 7 Anatolia Orientale.

La Turchia è geograficamente divisa in 7 aree o regioni. Quattro regioni sono chiamate come i mari adiacenti: Regione del Mar Nero, Regione di Marmara, Regione del Mar Egeo e del Regione del Mar Mediterraneo. Tre regioni prendono il nome dalla loro posizione in Anatolia: Regione dell'Anatolia Centrale, Regione dell'Anatolia Orientale e Regione dell'Anatolia Sud orientale. Queste aree geografiche differiscono notevolmente in termini di vegetazione e condizioni climatiche.

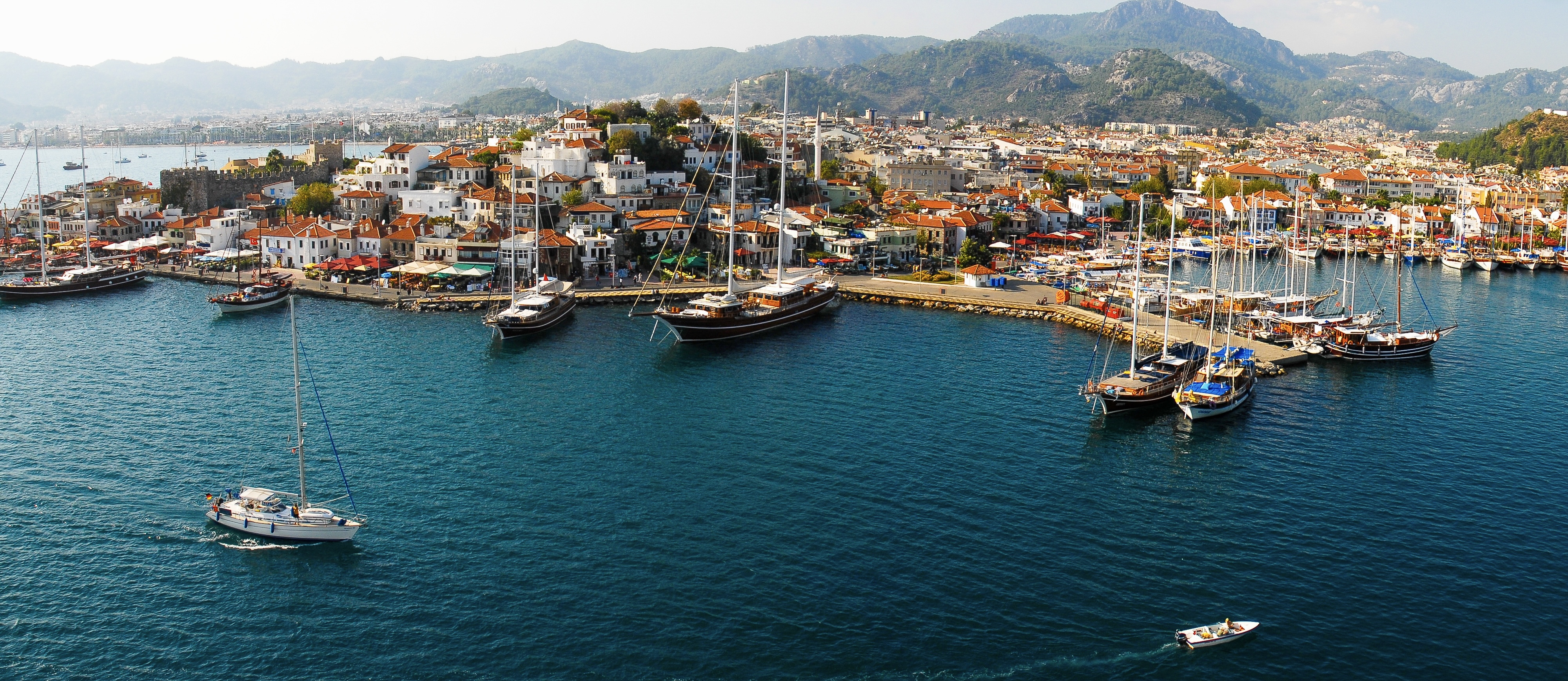
Marmaris sulla costa del Mar Egeo

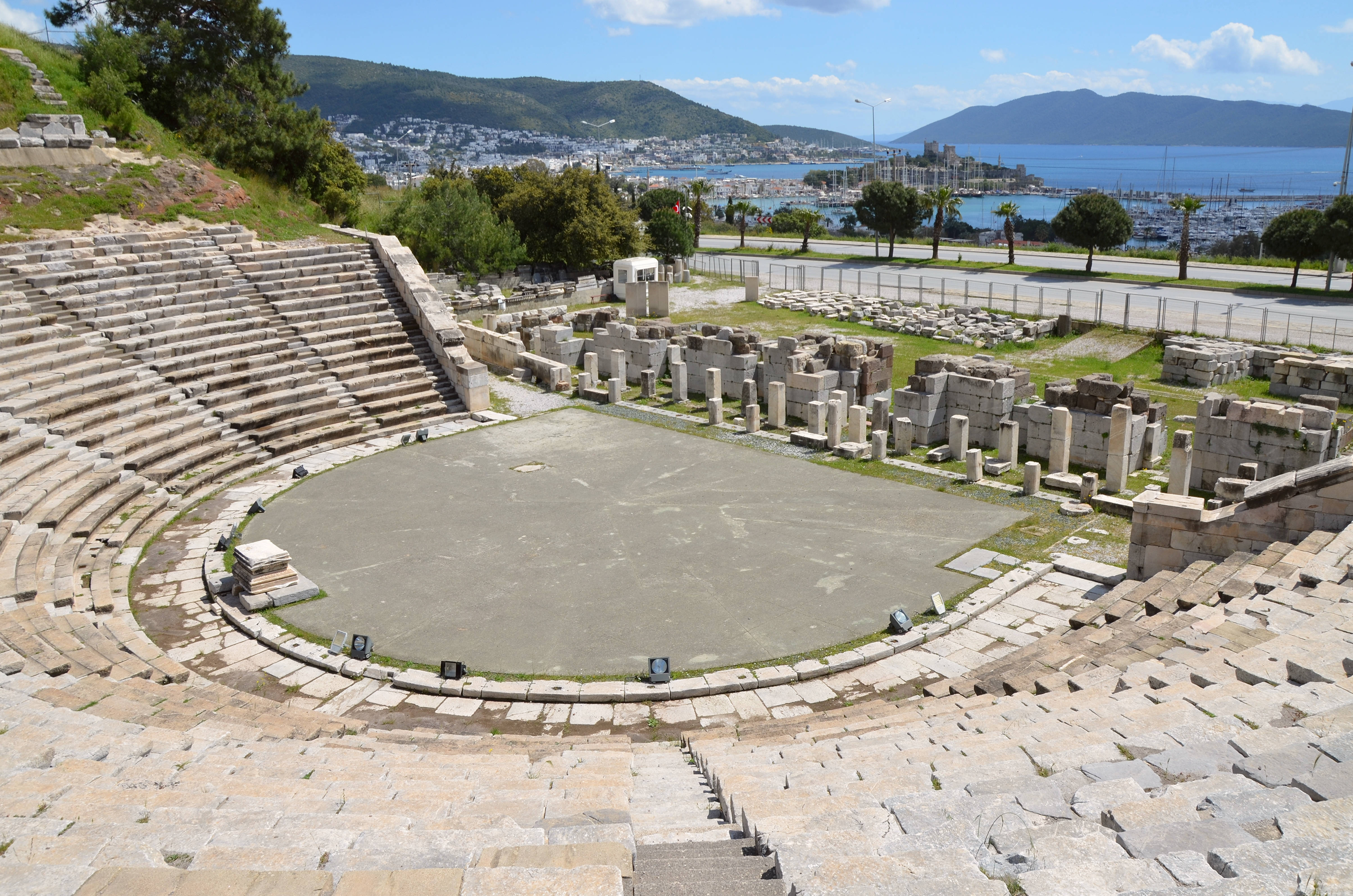
Bodrum (Alicarnasso), città di Erodoto, era famosa per il Mausoleo di Mausolo, una delle sette meraviglie del mondo antico. Il Castello San Pietro dei Cavalieri Ospitalieri è al centro dell'immagine, davanti al porto.

La regione di Marmara racchiude il Mar di Marmara ed è quindi in parte sia in Europa che in Anatolia che appartiene all'Asia. La parte europea nel nord del Mar di Marmara è la Tracia turca (Tracia orientale). Il fiume Meriç (Evros in greco) segna quasi completamente il confine con la Grecia. Il paesaggio della regione di Marmara è collinare e coperto da cespugli e foreste. L'area metropolitana di Istanbul costituisce il centro economico della Turchia. La città di Bursa è una località famosa per le sue sorgenti sulfuree e termali; si trova ai piedi dei monte Uludağ che rappresenta una destinazione popolare tutto l'anno.
La regione dell'Egeo è anche utilizzata per l'agricoltura intensiva. Il paesaggio collinare si estende lungo la costa occidentale tra Çanakkale e Bodrum. La regione costiera è una delle regioni turistiche meglio sviluppate della Turchia. In questa regione ci sono molti siti antichi risalenti alla colonizzazione greca come ad esempio Troia, Assos (Behramkale), Pergamo (Bergama), Efeso (Efes), Priene, Mileto, Didima ed Euromos.
La regione del Mar Nero comprende la fascia costiera settentrionale della Turchia ed è caratterizzata da un clima mite e umido e da grandi foreste che si estendono sul suo paesaggio montuoso. Gran parte della regione storica del Ponto si estendeva in questa area geografica.
La regione dell'Anatolia centrale comprende gli altipiani anatolici interni. Qui si trovano il lago salato Tuz Gölü e alcune catene montuose, che in alcuni punti raggiungono i 3900 metri (Erciyes Dağı). A est si trova la Cappadocia, famosa per le sue grotte di tufo e per le sue chiese rupestri. L'Anatolia interna è prevalentemente caratterizzata da un paesaggio steppico ed è una delle zone più aride dell'Anatolia; nella regione intorno al Tuz Gölü il clima mostra caratteri semidesertici.
Alcune delle montagne più alte della Turchia, come l'Ararat e il monte Süphan, caratterizzano i paesaggi di alta montagna dell'Anatolia orientale. Qui si trovano anche le sorgenti dell'Eufrate, del Murat e del Karasu Çayı, così come l'Aras, che scorre a est verso il Mar Caspio. Il lago Van, a 1640 metri sul livello del mare, è il più grande lago interno del paese. Le città più grandi sono Elazığ, Erzincan, Erzurum, Malatya e Van.
La regione mediterranea è delimitata a nord dai Tauri e ad est dai monti Nur. L'Anatolia sudorientale è la più antica regione culturale della Turchia ed è racchiusa dalle montagne del Tauro; da qui scorrono l'Eufrate e il Tigri.
| Monti più alti della Turchia - Grande Ararat (Büyük Ağrı Dağı) – 5137 m - Cilo Dağı – 4135 m - Süphan Dağı – 4058 m - Piccolo Ararat (Küçük Ağrı Dağı) – 3925 m - Kaçkar Dağı – 3932 m - Erciyes Dağı – 3916 m | Principali fiumi in Turchia - Kızılırmak 1355 km - Eufrate (Fırat) - Sakarya - Murat e Karasu - Tigri (Dicle) - Seyhan - Ceyhan - Göksu - Grande Meandro (Büyük Menderes) | Laghi della Turchia - Lago di Van 3713 km² - Tuz Gölü 1500 km² (Lago Salato) - Lago di Beyşehir 656 km² - Lago di Eğirdir 468 km² - Lago di Akşehir 353 km² - Lago di İznik 298 km² | Isole della Turchia - Gökçeada 279 km² - Isola di Marmara 117 km² - Bozcaada 36 km² - Uzunada 25 km² - Alibey 23 km² - Paşalimanı 21 km² - Avşar 21 km² |

## Società
| Gruppi etnici | Gruppi etnici |  | Percentuale | Percentuale |
| ------------- | ------------- |  | ----------- | ----------- |
| Turchi        | Turchi        |  | 76,0%       | 76,0%       |
| Curdi         | Curdi         |  | 15,7%       | 15,7%       |
| Altri         | Altri         |  | 8,3%        | 8,3%        |

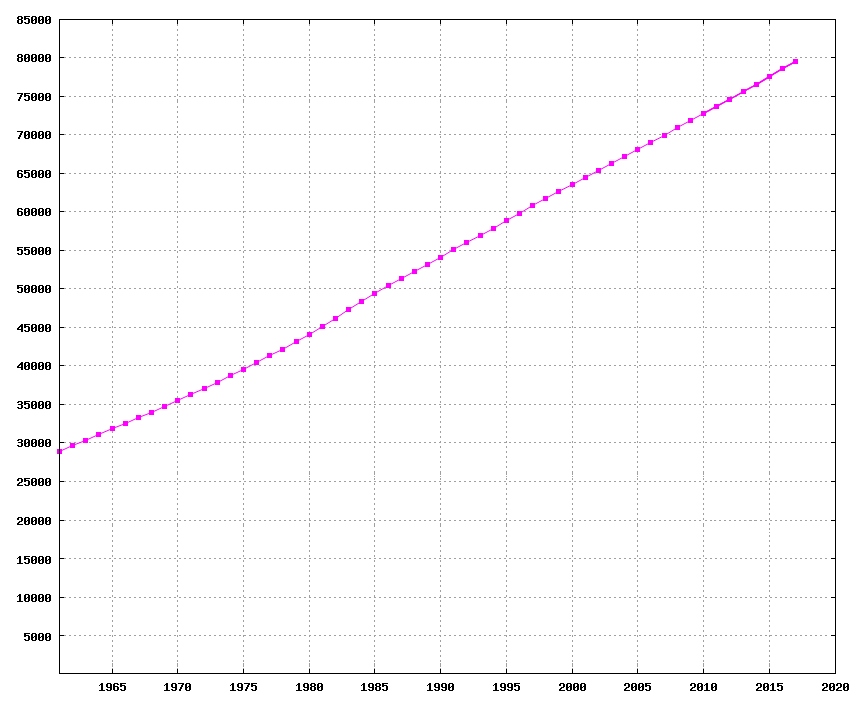
Andamento della popolazione Turca dal 1960 al 2020

Le Nazioni Unite riportano che nel 2020 la popolazione totale della Turchia ammontava a 84 339 067 abitanti. Secondo i dati della registrazione delle nascite quasi tre quarti di questi vivono in città. Secondo le stime del 2009, la popolazione è in aumento del 1,5% ogni anno. La Turchia ha una densità media di popolazione di 96 abitanti per km². Le persone all'interno del gruppo di età tra i 15 e i 64 anni rappresentano il 67% della popolazione totale, la fascia di età 0-14 corrisponde al 26%, mentre gli anziani con un'età superiore ai 65 anni il 7%. Nel 1927, quando fu realizzato il primo censimento nella Repubblica di Turchia, la popolazione era 13,6 milioni.

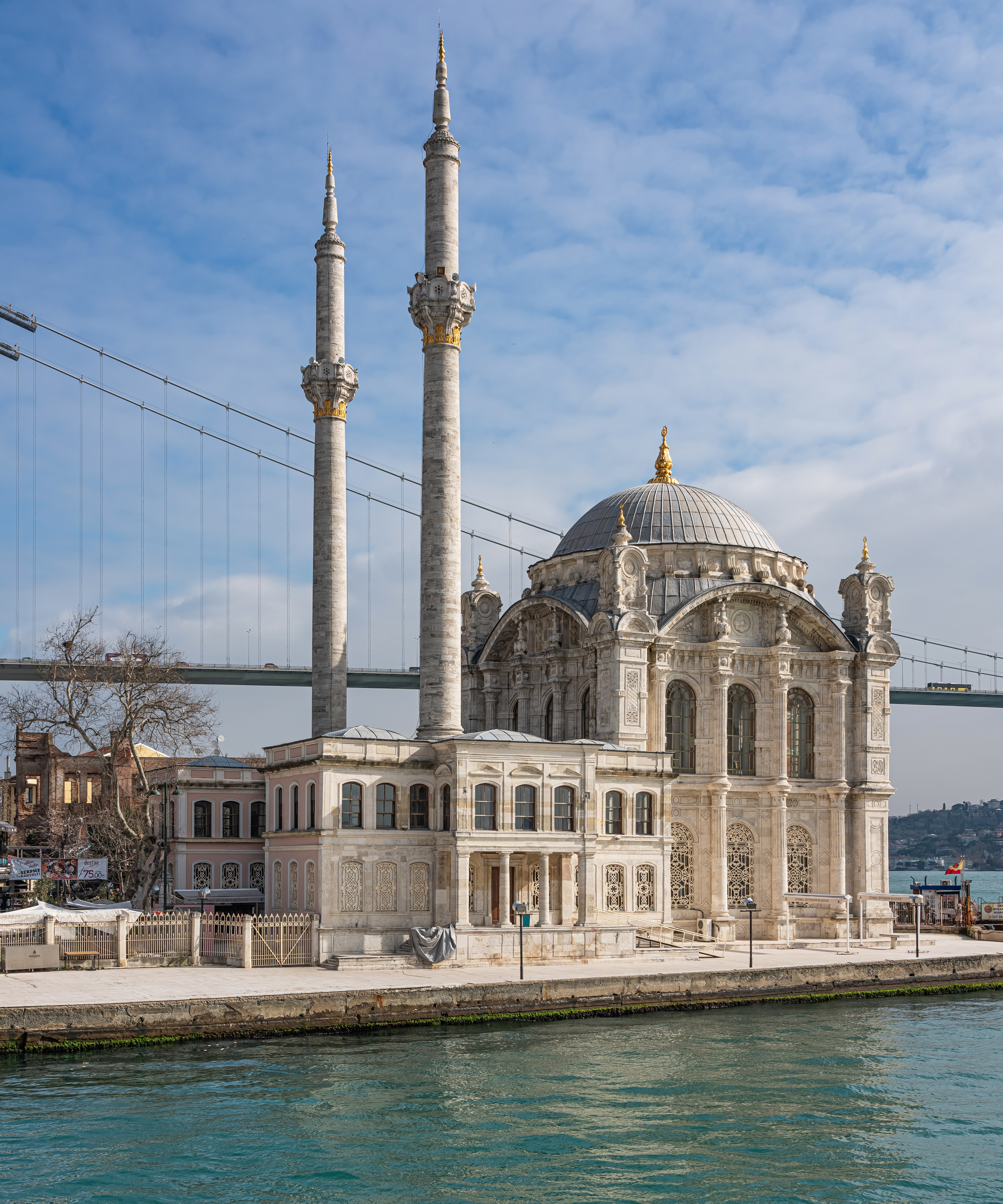
La Moschea di Ortaköy è un esempio di occidentalizzazione dell'architettura islamica-ottomana.

L'aspettativa di vita è di 71 anni per gli uomini e di 75 anni per le donne, con una media complessiva di 73 anni per la popolazione. L'istruzione è obbligatoria e gratuita nell'età compresa tra i 6 e i 15 anni. Il tasso di alfabetizzazione è del 96% per gli uomini e dell'80,4% per le donne, con una media complessiva dell'88,1%. Le cifre basse relative alla popolazione femminile sono dovute principalmente agli usi tradizionali degli arabi e curdi che vivono nelle province del sud-est del Paese.

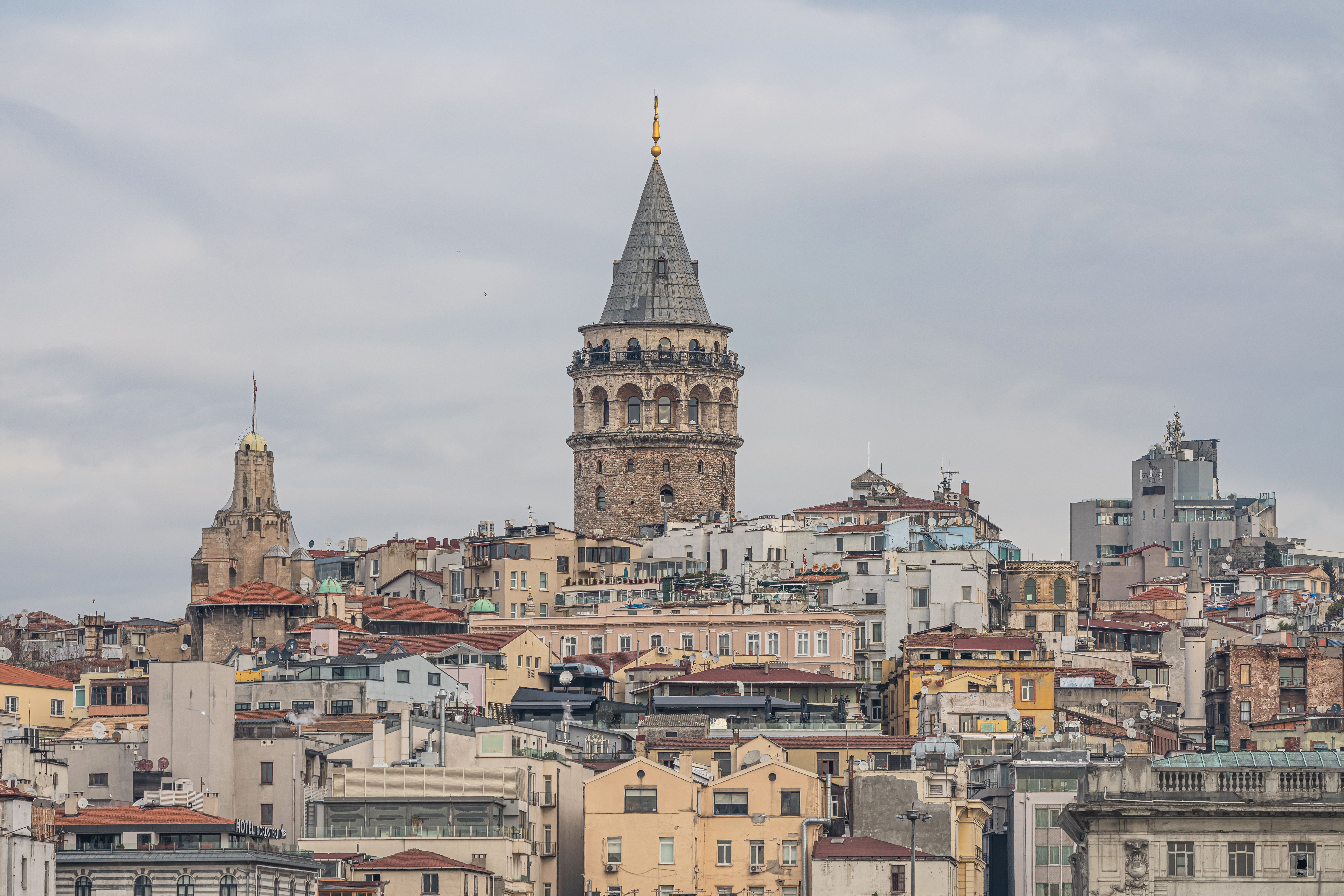
La cittadella di Galata sulla costa nord del Corno d'Oro a Istanbul (opposta alla penisola storica di Costantinopoli sulla costa sud) fu una colonia della Repubblica di Genova dal 1273 al 1453

L'articolo 66 della Costituzione turca definisce turco "chiunque sia legato allo Stato turco per mezzo del vincolo della cittadinanza"; pertanto, l'uso legale del termine "turco", come cittadino della Turchia, è diverso dalla definizione etnica. Tuttavia, la maggioranza della popolazione turca è di etnia turca. Essi sono stimati al 70-75% dalla CIA e al 76,0% da un sondaggio del quotidiano Milliyet, compiuto nel 2007.
I curdi, un gruppo etnico distinto e concentrato soprattutto nelle province del sud-est del paese, rappresentano la più grande etnia non-turca, stimata in circa il 18% della popolazione, secondo la CIA e al 15,7% secondo un sondaggio condotto dal giornale quotidiano Milliyet.
I tre principali gruppi ufficialmente riconosciuti come minoranze etniche (per il trattato di Losanna) sono: armeni, greci ed ebrei. Un accordo bilaterale, firmato il 30 gennaio 1923, di scambio di popolazioni tra Grecia e Turchia su base religiosa è entrato in vigore nel 1920, con quasi 1,5 milioni di ortodossi passati dalla Turchia alla Grecia e circa 500.000 musulmani provenienti dalla Grecia verso la Turchia. Altri gruppi etnici includono abcasi, albanesi, arabi, assiri, bosniaci, circassi, georgiani, hemşin, lazi, bulgari, rom.

### Città principali

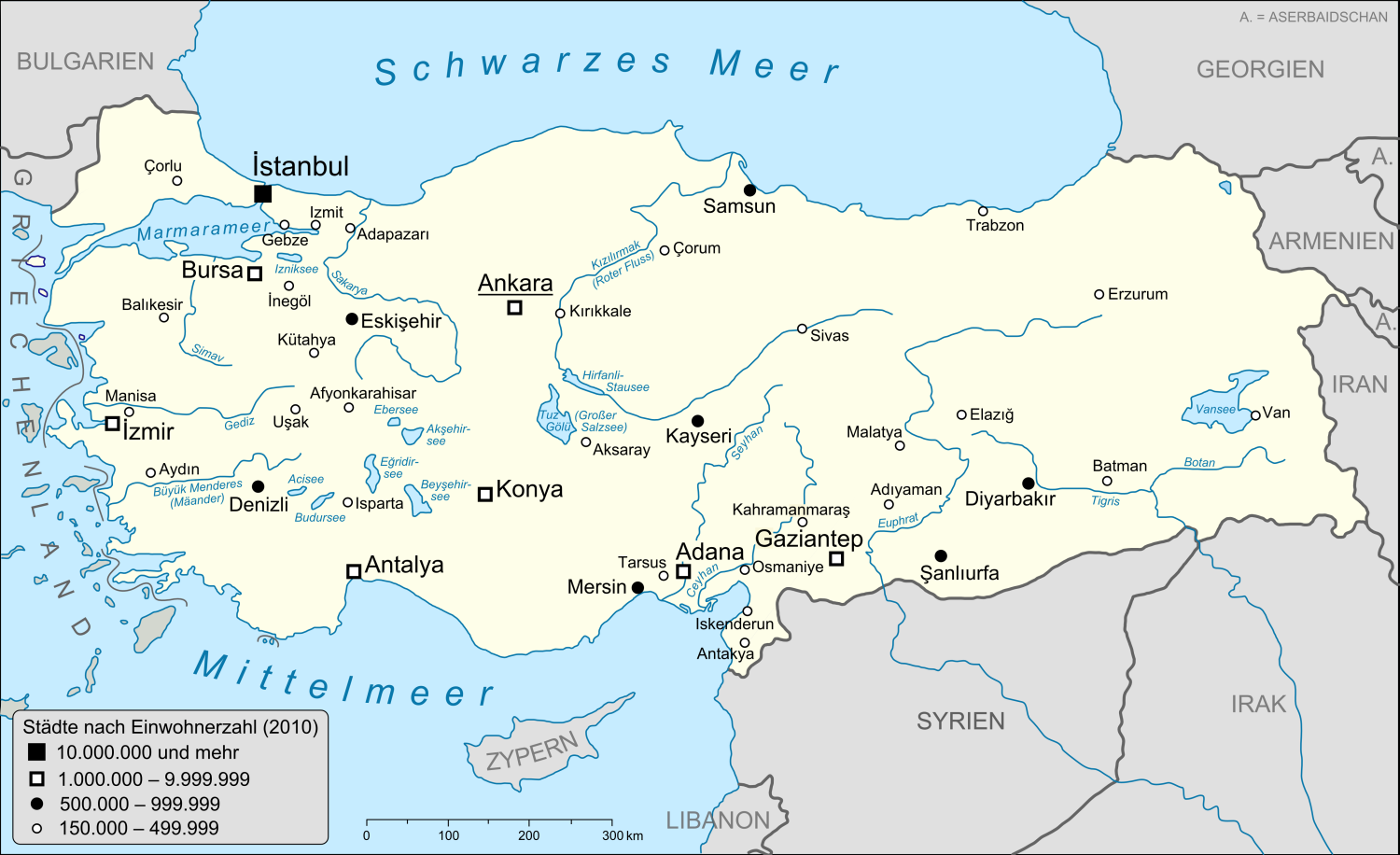
Carta indicante le città più popolose della Turchia

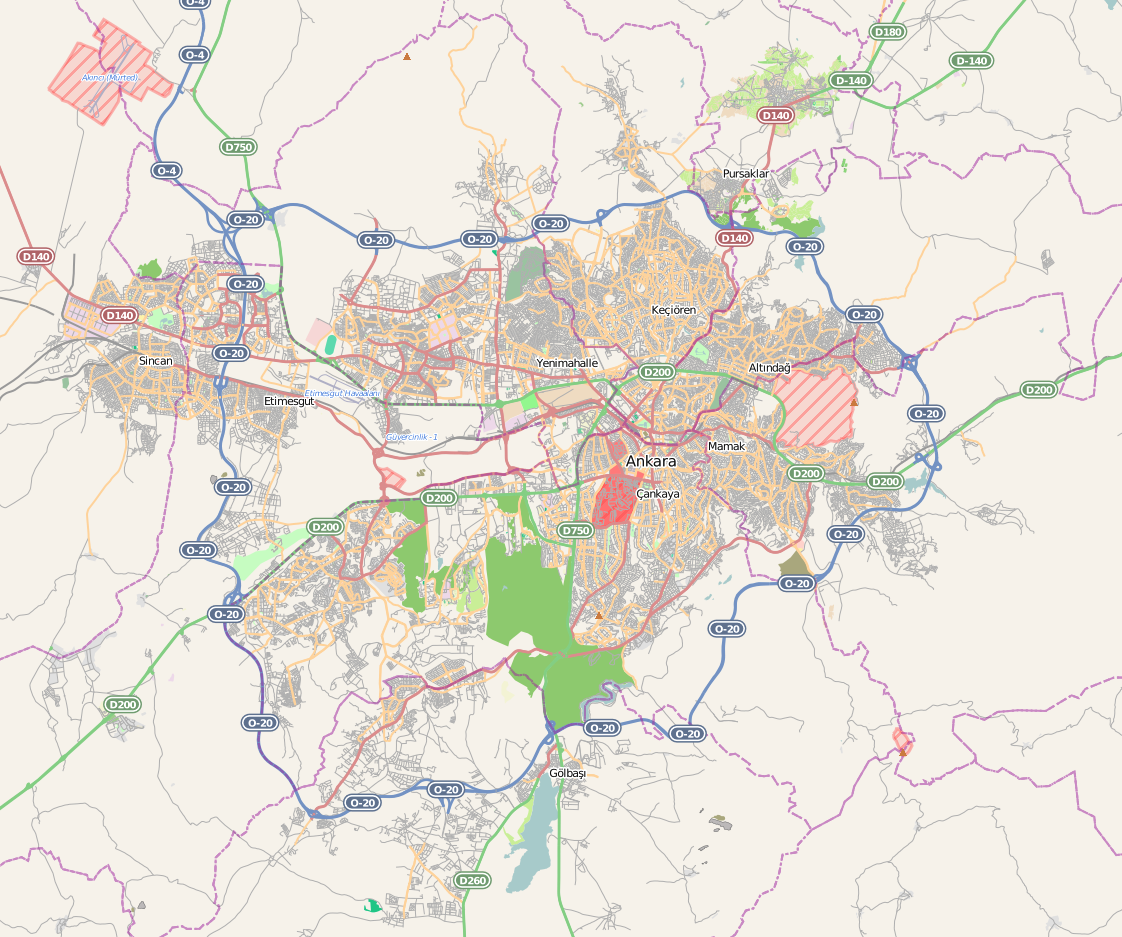
Area metropolitana di Ankara

Secondo una stima del 2010, le aree metropolitane della Turchia con la popolazione più numerosa sono Istanbul (13,1 milioni), Ankara (4,4 milioni), Smirne (in turco İzmir) (3,4 milioni), Bursa (1,9 milioni), Adana (1,6 milioni), Gaziantep (1,3 milioni), Konya (1,0 milioni) e Antalya (1,0 milioni). Si stima che circa il 71% della popolazione viva in centri urbani.
| 1  | Istanbul   | Istanbul   | 14 377 018 | 11 | Kayseri       | Kayseri       | 826 523 |
| 2  | Ankara     | Ankara     | 5 150 072  | 12 | Eskişehir     | Eskişehir     | 629 609 |
| 3  | Smirne     | Smirne     | 4 113 072  | 13 | Denizli       | Denizli       | 498 643 |
| 4  | Bursa      | Bursa      | 2 787 539  | 14 | Şanlıurfa     | Şanlıurfa     | 498 111 |
| 5  | Adana      | Adana      | 2 165 595  | 15 | Samsun        | Samsun        | 495 145 |
| 6  | Gaziantep  | Gaziantep  | 1 889 466  | 16 | Adapazarı     | Sakarya       | 414 537 |
| 7  | Konya      | Konya      | 1 036 027  | 17 | Kahramanmaraş | Kahramanmaraş | 412 252 |
| 8  | Antalya    | Antalya    | 928 229    | 18 | Malatya       | Malatya       | 401 705 |
| 9  | Diyarbakır | Diyarbakır | 843 460    | 19 | Van           | Van           | 367 419 |
| 10 | Mersin     | Mersin     | 843 429    | 20 | Elazığ        | Elazığ        | 331 479 |

### Lingue
La lingua ufficiale della Turchia è il turco, una lingua asiatica parlata dall'85% della popolazione e usato perlopiù nella forma standard stabilita negli anni 1930 del XX secolo nel corso della riforma linguistica della lingua turca. Esistono rare forme dialettali da questa derivate; più rare, ma presenti e variamente comprese, le varianti dialettali dell'ottomano.
Attualmente la Turchia non riconosce e non tutela le numerose minoranze etno-linguistiche entro i propri confini.
Le lingue storicamente parlate nella attuale Turchia, derivanti dall'origine dei popoli assoggettati all'Impero ottomano e oggigiorno, a causa dell'assimilazione, sempre più seconde lingue o a rischio scomparsa per le svariate minoranze presenti, sono: l'abcaso, l'albanese, l'arabo, l'armeno, l'aramaico, l'azero, il bosniaco, il bulgaro, il circasso, il georgiano, il greco, il greco-pontico, il giudeo-spagnolo (ladino), il laz, il slavo-macedone, il polacco e lo zazaki.
Discorso diverso per il curdo, parlato da circa 20 milioni di persone, concentrati quasi in tutto il sud-est del paese, lungo il confine con la Siria, che rimane per molti la prima lingua, e per alcuni, specie anziani, l'unica lingua parlata.
La grande maggioranza dei greci e degli armeni vivono a Istanbul. Nella città ci sono da 50.000 a 70.000 Armeni, mentre nella città sul Bosforo la lingua greca è parlata da circa 3.000 locutori. Il greco pontico è parlato da circa 4.000 persone (per lo più anziani) nell'area di Trebisonda nel Ponto (Pontus), abbreviazione di Pontus Euxinus (Ponto Eusino) che indica il Mar Nero in latino. Una varietà moderna dell'aramaico è parlata in alcuni villaggi della Turchia centrale e meridionale; un dialetto arabo è diffuso a sud-ovest del Lago di Van. Del gruppo delle lingue caucasiche del sud, il georgiano è ampiamente usate nel nord-est della Turchia come il circasso in alcuni villaggi geograficamente dispersi. Inoltre nel sud-est il kirmanci e lo zazaki sono parlati come dialetti del curdo sebbene siano due dialetti significativamente differenti e spesso considerate due lingue diverse. In aggiunta sono parlati da piccoli gruppi altre lingue del ceppo turco. Una piccola minoranza ebrea di Istanbul discende direttamente dagli ebrei fuggiti dalla Spagna nel 1492 che trovarono rifugio nella zona e parla così il ladino o giudeo-spagnolo.
Dall'inizio degli anni 2010 l'arrivo nel paese di diversi milioni di profughi dalla Siria e da altri paesi del Medio oriente e dell'Asia Centrale ha alterato la composizione linguistica della Turchia.

### Religioni
| Religione | Religione |  | Percentuale | Percentuale |
| --------- | --------- |  | ----------- | ----------- |
| Islam     | Islam     |  | 99,8%       | 99,8%       |
| Altre     | Altre     |  | 0,2%        | 0,2%        |

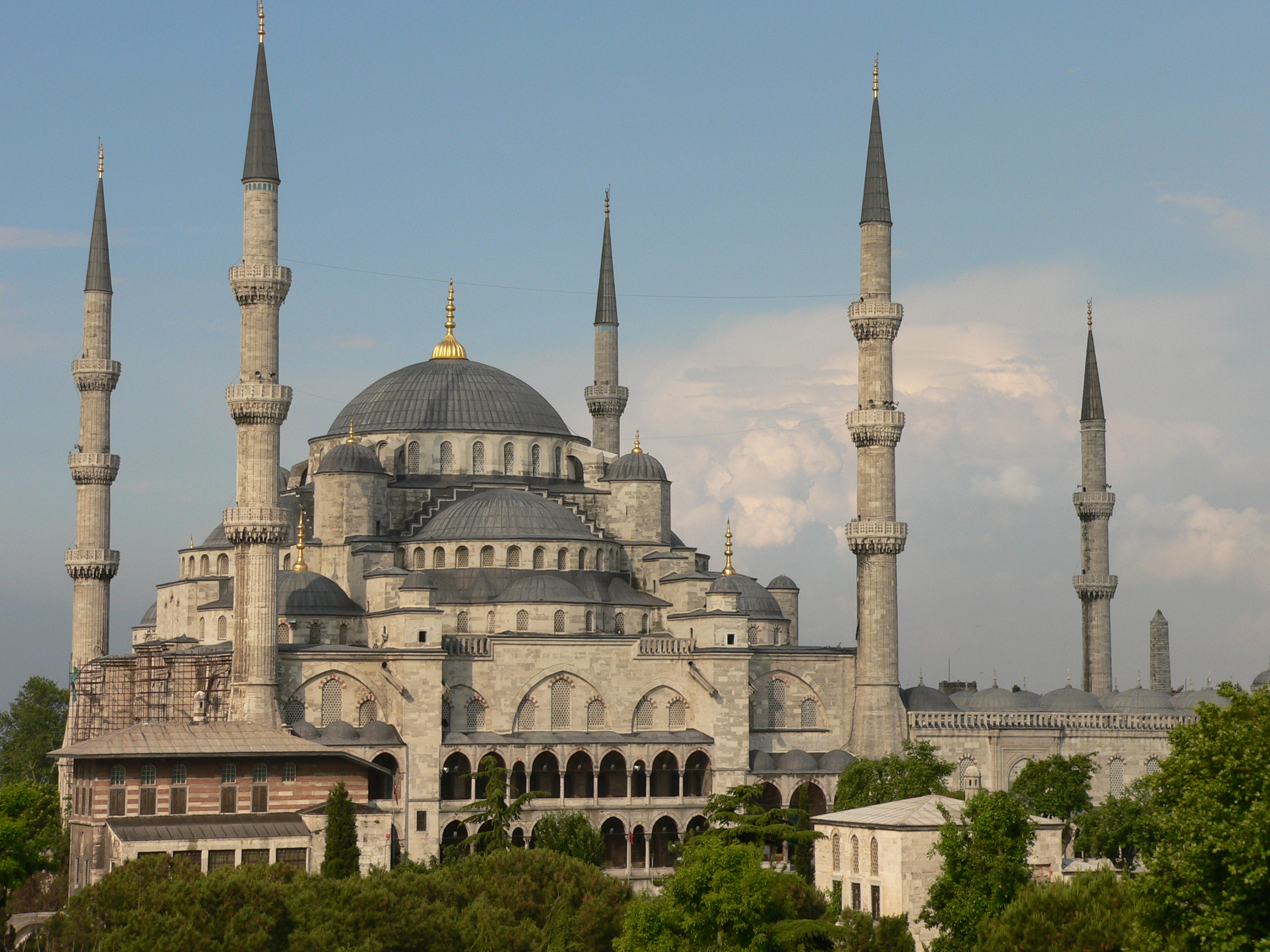
La Moschea Blu a Istanbul

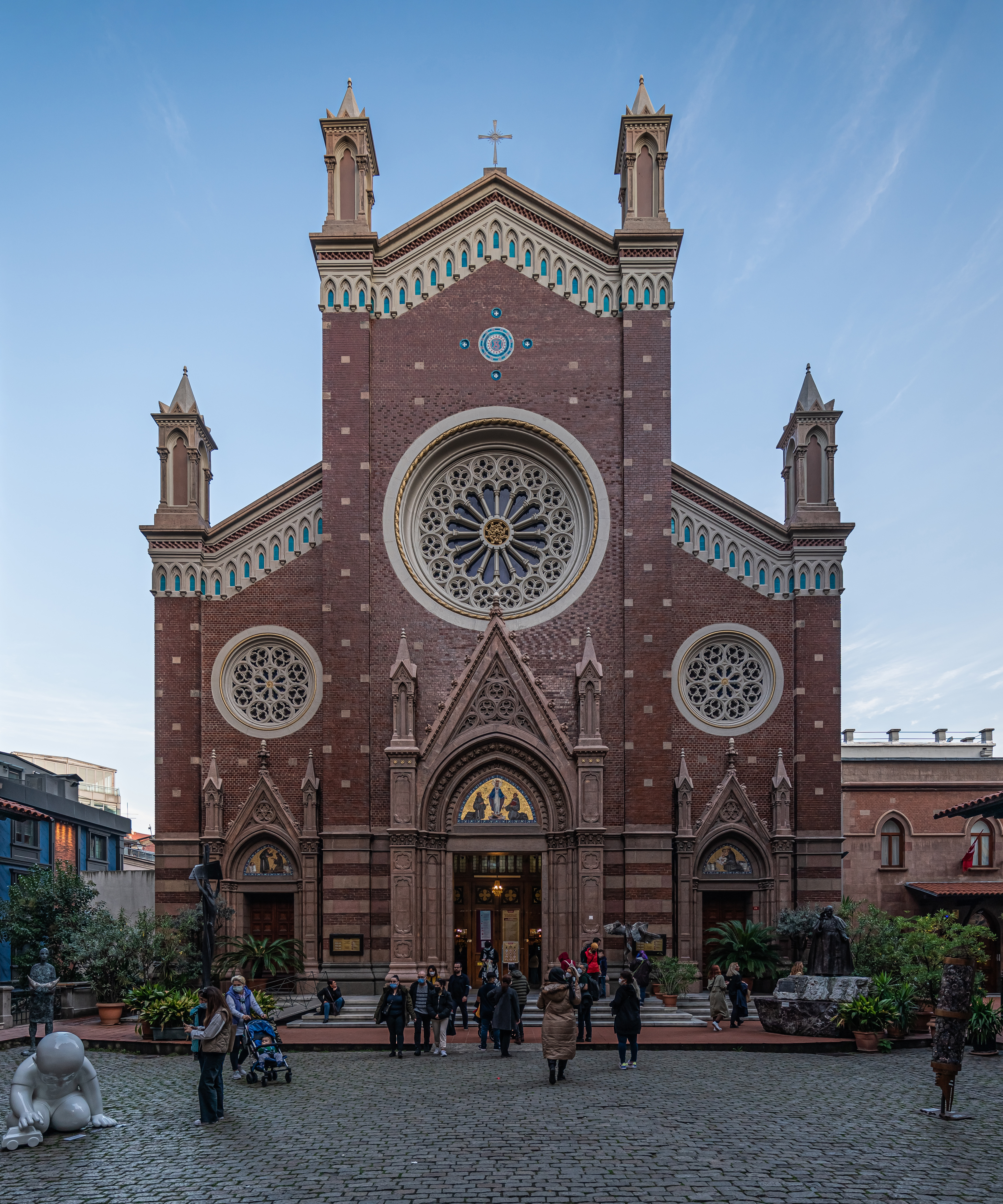
La Basilica di Sant'Antonio di Padova a Istanbul, disegnata dall'architetto italo-turco Giulio Mongeri e costruita tra il 1906 e il 1912.

La Turchia è uno stato laico, senza una religione di Stato; la Costituzione turca prevede la libertà di religione e di coscienza. L'Islam è la religione prevalente in Turchia, professata da oltre il 99% della popolazione se si includono anche i musulmani non praticanti. Società di ricerca suggeriscono che la percentuale reale di musulmani è di circa il 97% o 98% dell'intera popolazione residente.
Ci sono circa 120 000 persone di diverse confessioni cristiane, tra cui circa 80 000 di ortodossi (soprattutto greco-ortodossi), 35 000 cattolici, e un numero più piccolo di protestanti. La Chiesa Ortodossa ha avuto sede a Costantinopoli (Istanbul) a partire dal IV secolo. I cristiani rappresentano meno dello 0,2% della popolazione turca, secondo il CIA World Factbook.
Ci sono circa 26 000 ebrei, la maggior parte dei quali sono sefarditi.

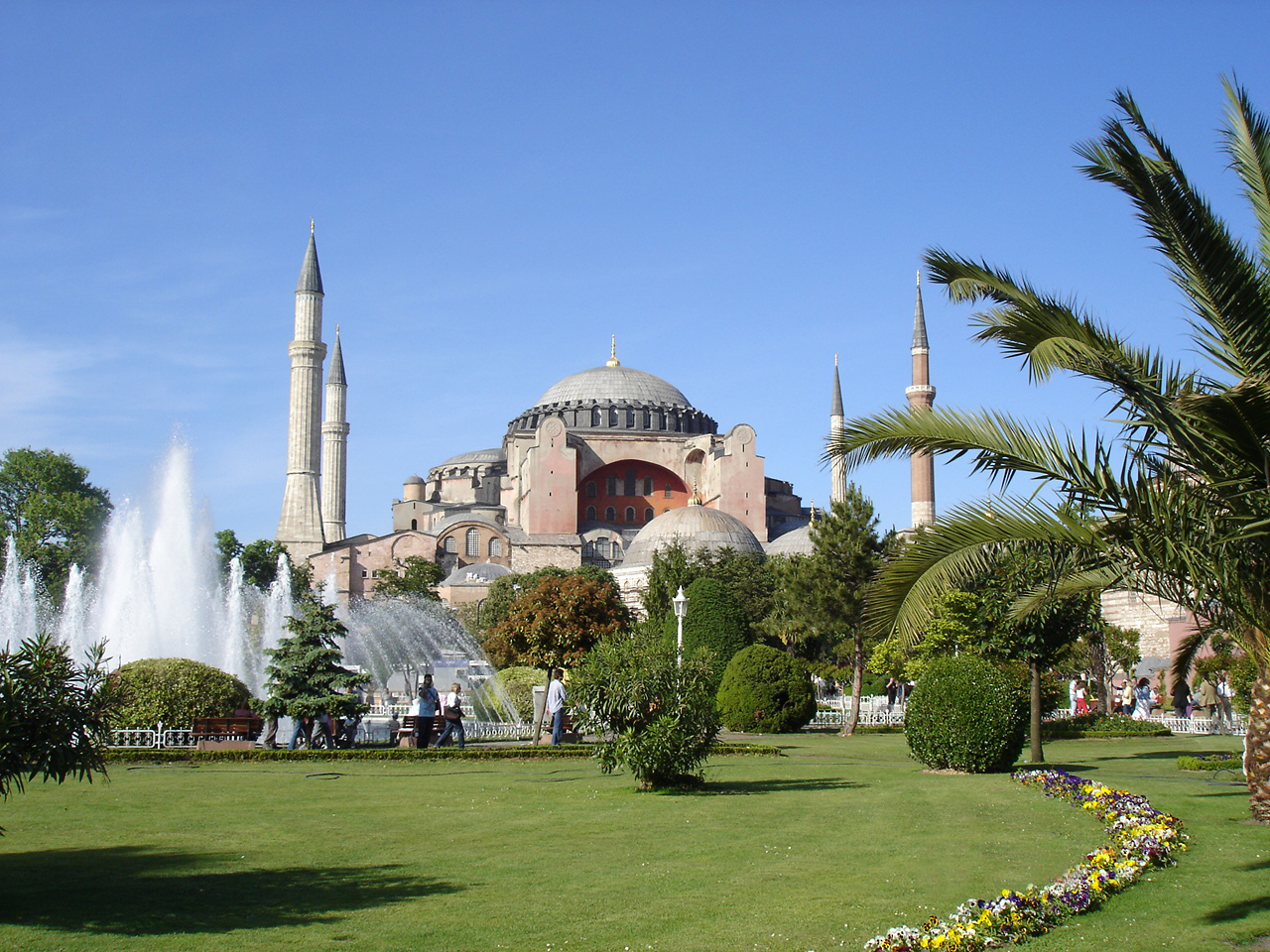
Originalmente una chiesa, poi moschea, museo dal 1935 al 2020, e dal 2020 di nuovo moschea, la Santa Sofia costruita dall'imperatore bizantino Giustiniano fra il 532 e 537 fu la cattedrale più grande del mondo per quasi mille anni, fino al completamento della Cattedrale di Siviglia nel 1507

Se non ci sono cifre esatte sui vari gruppi di musulmani, secondo un sondaggio del 2006, l'82% venivano identificati come sunniti di scuola giuridica hanafita, il 9,1% sunniti sciafeiti e il 5,8% era alevita. Secondo un sondaggio di consulenza svolto in tutta la Turchia nel 2007: il 52,8% degli abitanti si definisce "una persona religiosa che si sforza di adempiere agli obblighi religiosi"; il 34,3% si definisce "un credente che non adempie agli obblighi religiosi"; il 9,7% definisce se stesso come "una persona completamente devota che adempie tutti gli obblighi religiosi"; il 2,3% si definisce come "qualcuno che non crede negli obblighi religiosi" e lo 0,9% dichiara di essere "una persona senza convinzione religiosa" (ateo).

### Media e libertà d'espressione
I mezzi di comunicazione di massa con sede in Turchia includono un'ampia varietà di periodici nazionali ed esteri che esprimono opinioni disparate e i quotidiani nazionali sono estremamente competitivi. Tuttavia, la proprietà dei media è concentrata nelle mani di pochi grandi gruppi di media privati che fanno generalmente parte di più vasti conglomerati controllati da individui facoltosi, il che limita le opinioni che vengono presentate. Inoltre, le aziende sono disposte a utilizzare la loro influenza per sostenere i più ampi interessi commerciali dei loro proprietari, anche cercando di mantenere relazioni amichevoli con il governo. I media esercitano una forte influenza sull'opinione pubblica. Anche la censura in Turchia è un problema, e negli anni 2000 la Turchia ha visto molti giornalisti arrestati e gli scrittori processati. L'Indice della libertà di stampa di Reporter senza frontiere è passato da circa 100 nel 2005 a circa 150 nel 2013.
In risposta al fallito colpo di Stato del 15 luglio 2016, oltre 150 organizzazioni dei media, tra cui giornali, canali televisivi e radiofonici, agenzie di stampa, riviste e case editrici, sono state chiuse dal governo della Turchia e 160 giornalisti sono stati incarcerati.
In circolazione, i quotidiani più popolari sono Hürriyet, Sabah, Posta, Sözcü e Habertürk. I media trasmessi hanno una penetrazione molto elevata in quanto le antenne satellitari e i sistemi via cavo sono ampiamente disponibili. Il "Consiglio supremo della radio e della televisione" (RTÜK) è l'organo governativo che supervisiona i mezzi di trasmissione. Nel 2003 un totale di 257 stazioni televisive e 1.100 stazioni radio sono state autorizzate a operare, mentre altre hanno funzionato senza licenze. Di quelli autorizzati, 16 stazioni televisive e 36 stazioni radio hanno raggiunto il pubblico nazionale. Nel 2003 erano in servizio circa 22,9 milioni di televisori e 11,3 milioni di radio. A parte il turco, la rete televisiva statale offre alcuni programmi in arabo, circasso, curdo e zaza.
Secondo uno studio del 2018, i consumatori turchi sono penultimi in Europa in quanto ad alfabetizzazione nell'ambito dei mezzi di comunicazione, e quindi particolarmente soggetti alla diffusione di notizie false. Una combinazione di bassi livelli di istruzione, bassi punteggi di lettura, bassa libertà dei media e bassa fiducia sociale ha contribuito al basso punteggio, che vede la Turchia posizionarsi al penultimo posto, superata solamente dalla Macedonia del Nord. Le teorie del complotto sono un fenomeno prevalente nei media turchi. Secondo il Digital News Report 2018 del Reuters Institute, la Turchia, con una certa distanza, è il paese con la più alta concentrazione di notizie truccate nel mondo.

## Ordinamento dello Stato

### Costituzione
Sorta dalle ceneri dell'Impero ottomano nel 1923, la Turchia è nata, inizialmente, come Repubblica parlamentare rivoluzionaria monopartitica. In seguito, è divenuta dal 1946, una Repubblica parlamentare multipartitica e, in seguito ad un’ulteriore riforma istituzionale conclusasi con il referendum costituzionale del 2017, è divenuta una Repubblica presidenziale. Le sue istituzioni sono tuttavia fortemente condizionate dalle forze armate, il cui ruolo politico è stato fissato nella Costituzione da Atatürk e ribadito nell'ultima Costituzione della Turchia, del 7 novembre 1982, emendata nel 1995.
La Banca centrale della Repubblica di Turchia (Türkiye Cumhuriyet Merkez Bankası - TCMB) non è indipendente dal potere politico, e il governatore è nominato dal presidente della repubblica.

### Poteri dello Stato
A seguito alla riforma costituzionale del 2017, il presidente è eletto a suffragio popolare diretto e non più mediante elezione indiretta da parte del Parlamento, mentre il mandato resta pari a cinque anni.
Il potere legislativo compete alla Grande Assemblea Nazionale Turca (Türkiye Büyük Millet Meclisi), un Parlamento unicamerale composto da 600 membri (precedentemente 550) eletti a suffragio universale ogni quattro anni. Il diritto di voto è esteso a tutti i cittadini a partire dai 18 anni di età.
L'ordinamento giudiziario prevede una Corte costituzionale, i cui membri sono nominati dal presidente, e una Corte d'appello, eletta dal Consiglio supremo dei giudici e procuratori. La pena di morte è stata completamente abolita nel 2004.

### Suddivisioni amministrative
La Turchia è divisa amministrativamente in 81 province (Iller plurale, il singolare) a capo di ciascuna delle quali è un governatore (detto vali) nominato dal governo centrale.
Le province sono a loro volta suddivise in distretti (plurale ilçeler, singolare ilçe) per un totale di 923. Il distretto centrale (capoluogo della provincia) è amministrato da un "vicegovernatore" designato, mentre gli altri distretti sono amministrati da un "sottogovernatore" (kaymakam).
Le province della Turchia sono raggruppate in 7 regioni, che sono state originariamente definite in occasione del Primo Congresso di Geografia tenutosi ad Ankara nel 1941. Il principale elemento della suddivisione in 7 regioni sono state le omogeneità di condizioni climatiche del territorio corrispondente (temperatura, precipitazioni, ecc). Queste regioni hanno solo fini statistici e non si riferiscono a una divisione amministrativa.

## Ordinamento scolastico

### Università
Tra le università della Turchia ricordiamo in particolare l'Università di Istanbul, la più antica università della Turchia, fondata dal sultano Maometto II, e la cui data di fondazione si può far risalire al 30 maggio 1453.

## Politica

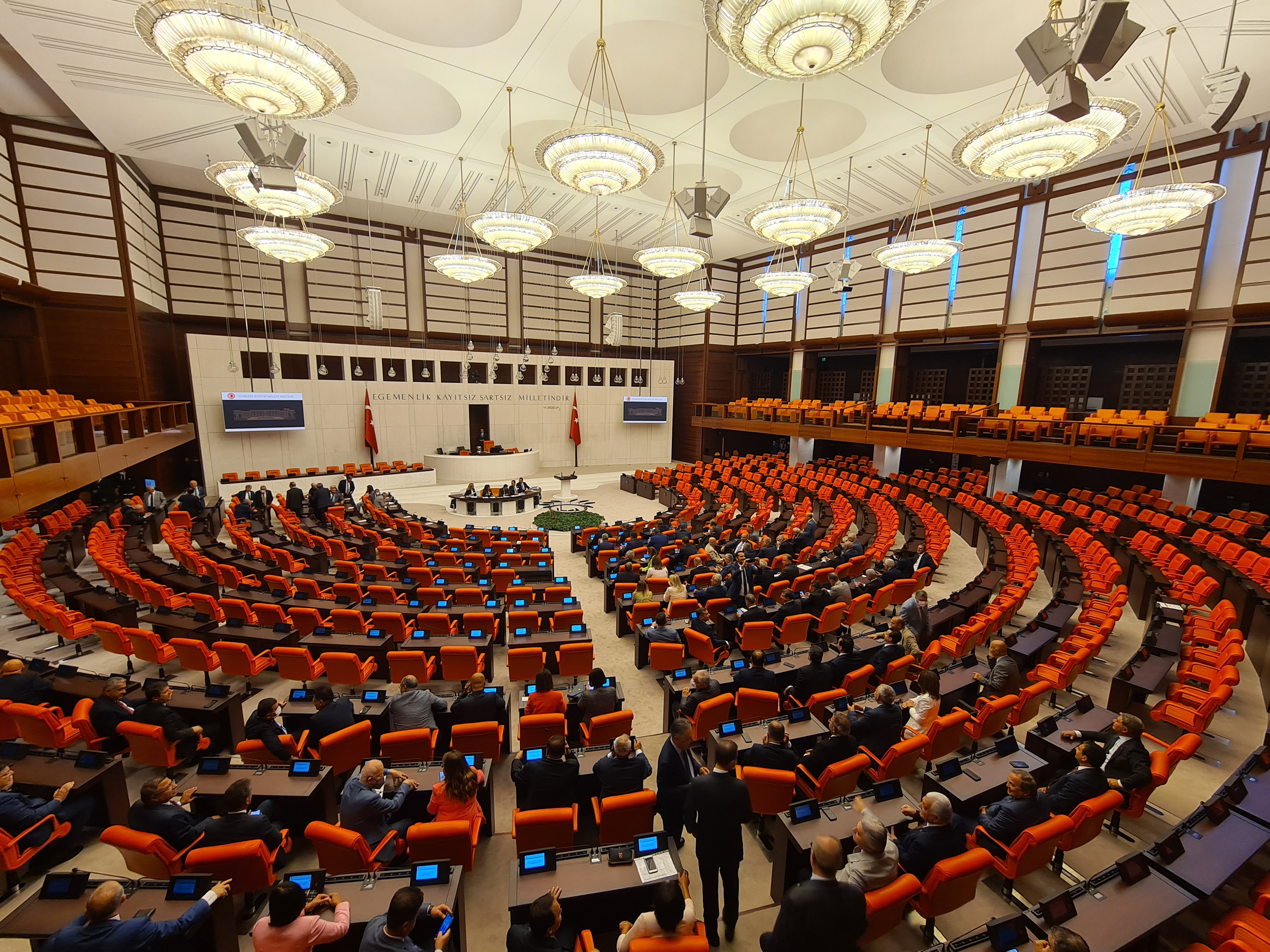
Grande Assemblea Nazionale Turca ad Ankara

La Turchia è una repubblica presidenziale dal 2017 ed è stato uno dei primi paesi a concedere ai suoi cittadini il suffragio elettorale universale, benché fino al 1946 sia stata retta da un sistema a partito unico.

L'attuale sistema legislativo unicamerale è entrato in vigore con la costituzione del 1982, che ha assegnato l'esclusiva del potere legislativo alla Grande Assemblea Nazionale Turca (in turco Türkiye Büyük Millet Meclisi, il cui acronimo è TBMM), composta da 550 deputati eletti ogni quattro anni con un sistema proporzionale corretto da uno sbarramento al 10%.
Il potere legislativo della TBMM, viene controbilanciato da quello del Presidente della repubblica (in turco Cumhurbaşkanı), il quale, eletto ogni cinque anni, ha ampi poteri di controllo e supervisione sia dell'esecutivo sia del corpo legislativo.
Negli ultimi anni la struttura politica e legislativa della Repubblica Turca è stata oggetto di riforme e ristrutturazioni, nell'intento di centrare gli obiettivi richiesti dall'Unione europea nel quadro della strategia di pre-adesione.

Del resto, con riferimento al periodo tra le due guerre mondiali, certa storiografia ha definito "modernizzazione" anche riforme che più propriamente andrebbero definite "occidentalizzazione", come la decisione di passare dall'alfabeto arabo a quello latino, o la scelta di costruire un'amministrazione fortemente centralizzata (che in realtà era già una precipua caratteristica dell'Impero ottomano), che si vorrebbe forgiata sul modello di quella francese.
Durante gli anni 1920 e 1930 del XX secolo la politica di Atatürk ha svolto un processo di laicizzazione, atta a reprimere il controllo della religione islamica sullo Stato. Il processo di repressione ha permesso una forte occidentalizzazione dei costumi, come la repressione del velo per le donne, e venne istituito a tal fine un organismo di rigido controllo, il direttorato degli affari religiosi, esistente e dotato di moltissimi dipendenti, avente lo scopo di controllare la vita religiosa del paese. Tale processo ha condotto a una forma di Islam definita talora moderato e moderno.
Nello stesso tempo, con un accordo di scambio di popolazioni fra la Grecia e la Turchia dopo la Guerra greco-turca (1919-1922) in Anatolia, i greci ortodossi in Turchia furono trasferiti in Grecia e i turchi musulmani in Grecia furono trasferiti in Turchia.
La prima donna a ricoprire la carica di Primo ministro della Turchia fu Tansu Çiller (1993-1996).

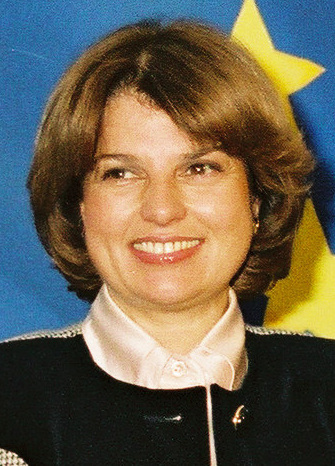
Tansu Çiller fu la prima donna a ricoprire la carica di Primo ministro della Turchia tra il 1993 e il 1996.

### Forze politiche
Il sistema elettorale turco prevede una soglia di sbarramento nazionale del 10%.
Nel 2015 si sono tenute due volte le elezioni parlamentari, a giugno e a novembre. Nella tornata elettorale di giugno l'AKP ha perso la maggioranza dei seggi. È stato formato un governo a interim, e il 21 agosto il presidente Erdoğan ha annunciato le elezioni anticipate. Alle elezioni del primo novembre invece l'AKP ha riconquistato la maggioranza assoluta dei seggi.
Nelle elezioni parlamentari del 2011, tenutesi il 12 giugno, hanno superato la soglia di sbarramento le tre formazioni già presenti nella precedente legislatura:
- il Partito per la Giustizia e lo Sviluppo (Adalet ve Kalkınma Partisi, AKP), liberale conservatore e islamici moderati (49,8% dei voti e 327 seggi);
- il Partito Popolare Repubblicano (Cumhuriyet Halk Partisi, CHP), nazionalisti laici (25,9% dei voti e 135 seggi);
- il Partito del Movimento Nazionalista (Millyetçi Hareket Partisi, MHP), emanazione del gruppo di estrema destra nazionalista dei “Lupi Grigi” (13% dei voti e 53 seggi).

Sono inoltre presenti anche 35 deputati indipendenti eletti su base provinciale, principalmente dalle province curde dell'est.
Pur vedendo crescere i propri consensi e sfiorare il 50%, a causa del complesso meccanismo di riparto demografico il Partito per la Giustizia e lo Sviluppo ha perso seggi rispetto alle elezioni precedenti, non ottenendo il quorum che gli avrebbe consentito di varare riforme costituzionali (soggette comunque a referendum) senza l'appoggio di altri partiti.
Alle elezioni parlamentari del 2007, tenutesi il 22 luglio, i risultati erano stati i seguenti:
- il Partito per la Giustizia e lo Sviluppo (Adalet ve Kalkınma Partisi, AKP), liberale conservatore e islamici moderati (46,7% dei voti e 341 seggi);
- il Partito Popolare Repubblicano (Cumhuriyet Halk Partisi, CHP), nazionalisti laici (20,9% dei voti e 112 seggi);
- il Partito di azione nazionale (Millyetçi Hareket Partisi, MHP), emanazione del gruppo di estrema destra nazionalista dei “Lupi Grigi” (14,3% dei voti e 71 seggi).

A questi si aggiungono anche 27 deputati indipendenti eletti su base provinciale; in realtà 24 sono stati eletti dalla comunità curda delle regioni sudorientali e fanno riferimento al
- Partito della società democratica (Demokratik Toplum Partisi, DTP), curdi, sciolto perché considerato alleato del PKK.

Paradossalmente, l'AKP ha fortemente aumentato il consenso popolare, eppure ha perso seggi (e la maggioranza dei 2/3) perché un terzo partito è entrato in parlamento. Grazie al successo degli islamici e alla presenza di un partito in più, è rappresentato in parlamento l'82% degli elettori, una percentuale simile a quella delle legislature precedenti il 2002.
Anche alle elezioni parlamentari del 2002, tenutesi il 3 novembre, gli elettori a sorpresa punirono il frazionismo dei partiti mandandone in parlamento soltanto due (al posto dei 5 tipici degli anni 90):
- il Partito per la Giustizia e lo Sviluppo (Adalet ve Kalkınma Partisi, AKP), liberale conservatore e islamici moderati (34,4% dei voti e 365 seggi);
- il Partito Popolare Repubblicano (Cumhuriyet Halk Partisi, CHP), nazionalisti laici (19,4% dei voti e 177 seggi).

Completavano il parlamento 8 indipendenti. In questo modo, però, non solo in parlamento fu rappresentato meno del 54% degli elettori, ma soprattutto il partito riformista con i 2/3 dei seggi ebbe la possibilità di modificare la costituzione da solo, il che provocò notevoli tensioni con l'establishment nazionalista laico (il presidente della Repubblica, la Corte costituzionale e i militari).

### Difesa

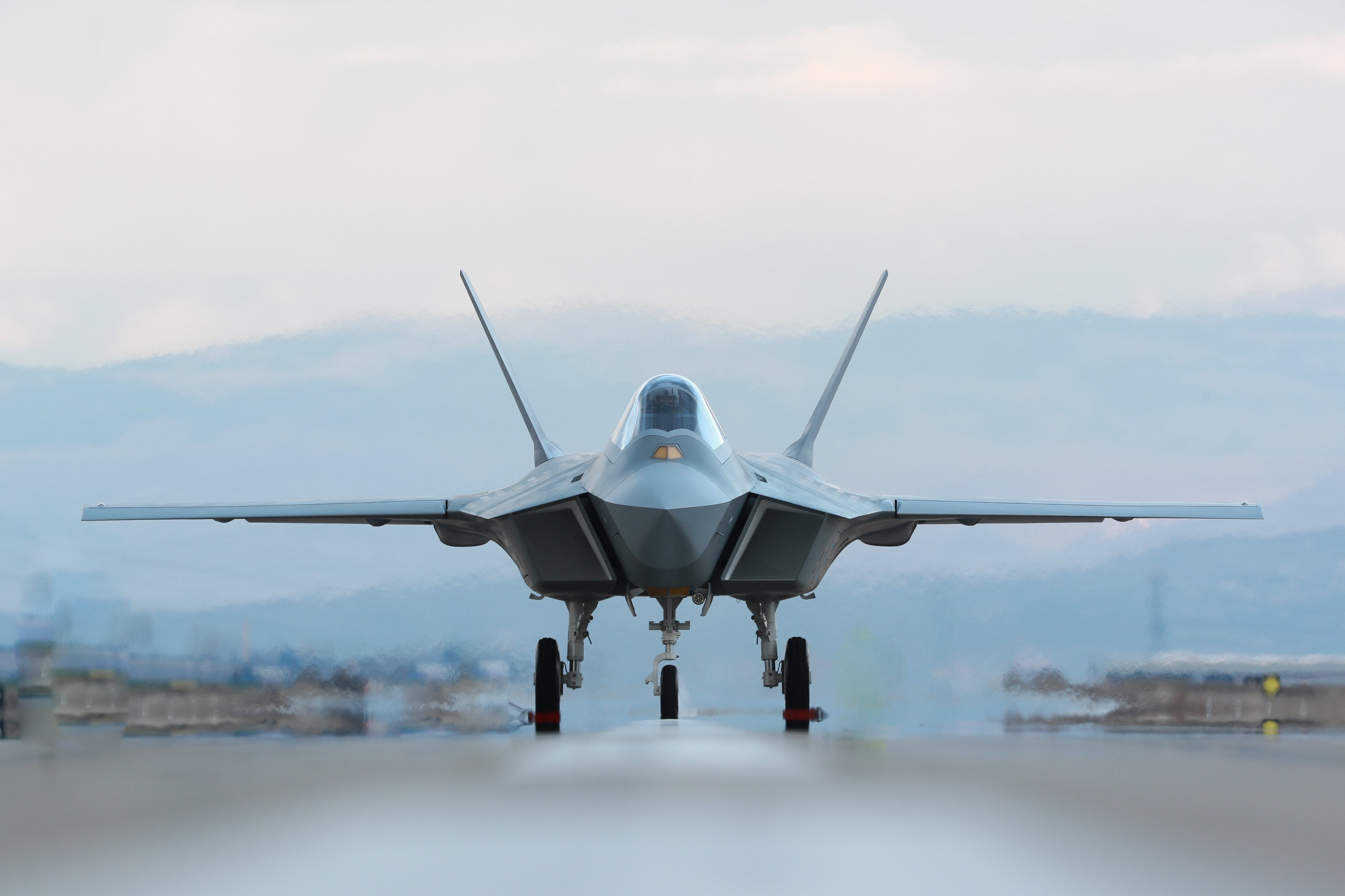
TAI TF-X Kaan è un caccia da superiorità aerea, con caratteristiche stealth, dell'Aeronautica militare turca. TAI Anka-3 è un APR con la configurazione tuttala e tecnologie stealth.

Le Forze armate turche sono costituite dall'Esercito, dalla Marina e dall'Aeronautica. La Gendarmeria e la Guardia Costiera operano come parte del Ministero degli Affari Interni in tempo di pace anche se sono subordinate rispettivamente all'esercito e alla Marina in tempo di guerra.
Le Forze armate turche sono la seconda più grande forza armata permanente nella NATO, dopo le forze armate statunitensi, con una forza combinata di poco più di un milione di persone in uniforme che servono i suoi cinque rami. La Turchia è considerata la più forte potenza militare della regione del Vicino Oriente oltre a Israele.
Ogni cittadino maschio turco, non fisicamente impedito, è tenuto a prestare servizio militare per un periodo che va da tre settimane a quindici mesi, in base all'istruzione e alla posizione lavorativa. La Turchia non riconosce l'obiezione di coscienza e non offre un'alternativa civile al servizio militare.
La Turchia è uno dei cinque stati membri della NATO che fanno parte della politica di condivisione nucleare dell'alleanza, assieme a Belgio, Germania, Italia e Paesi Bassi. Un totale di 90 bombe nucleari B61 sono ospitate presso la base aerea di Adana, di cui 40 sono assegnate per l'uso da parte dell'aviazione turca.

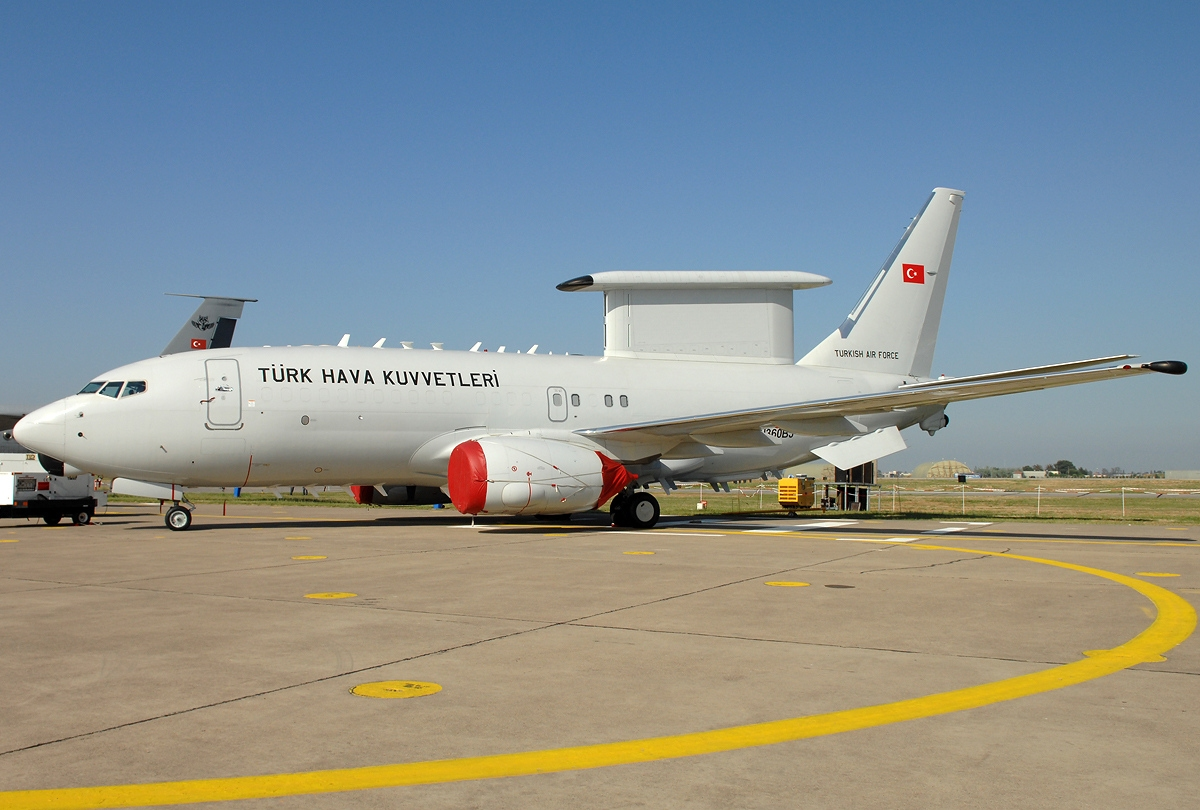
Un Boeing 737 AEW&C (in primo piano) e la deriva di un Boeing KC-135 Stratotanker (sullo sfondo) dell'Aeronautica militare turca.

Nel 1998, la Turchia ha annunciato un programma di modernizzazione dal valore di 160 miliardi di dollari statunitensi su un periodo di 20 anni in vari progetti tra cui carri armati, aerei da combattimento, elicotteri, sottomarini, navi da guerra e fucili d'assalto. La Turchia partecipa al programma di sviluppo del Lockheed Martin F-35 Lightning II.

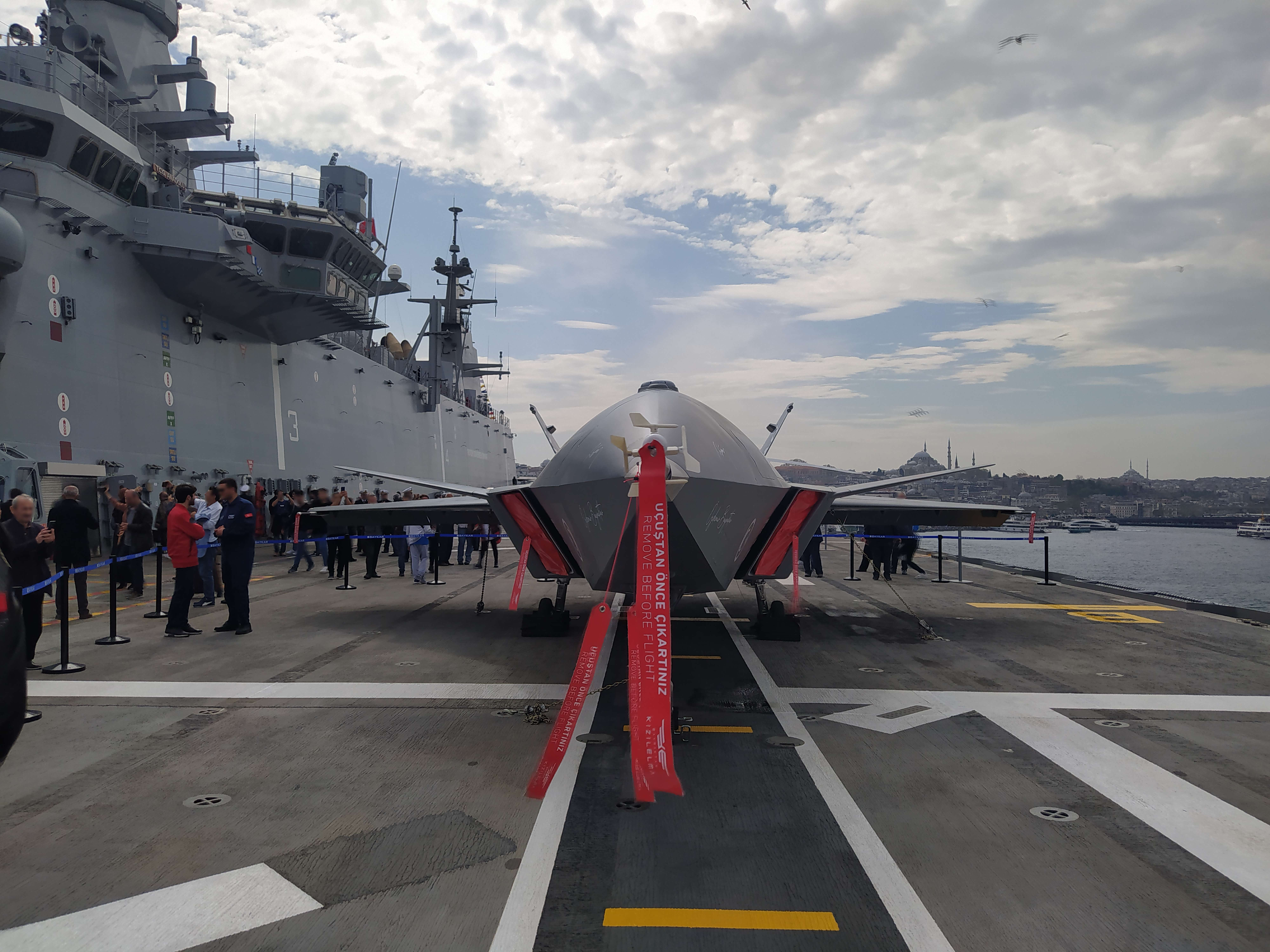
TCG Anadolu (L-400) è una nave d'assalto anfibio della Marina militare turca. Baykar MIUS Kızılelma è un APR disegnato per essere utilizzato sulla TCG Anadolu.

La Turchia ha partecipato alle missioni internazionali sotto le Nazioni Unite e sotto la NATO dal 1950, incluse le missioni di peacekeeping in Somalia e Jugoslavia e ha supportato le forze della coalizione nella prima guerra del Golfo. La Turchia mantiene 36.000 truppe nel nord di Cipro, la loro presenza è sostenuta e approvata dal governo de facto locale, ma la Repubblica di Cipro e la comunità internazionale la considerano una forza di occupazione illegale e la sua presenza è stata anche denunciata in diverse occasioni al Consiglio di sicurezza delle Nazioni Unite. La Turchia ha avuto truppe dispiegate in Afghanistan come parte della forza di stabilizzazione dal 2001. Nel 2006, il parlamento turco ha dispiegato una forza di peacekeeping composta da pattugliatori della Marina e da circa 700 truppe di terra come parte della Forza di interposizione in Libano (UNIFIL), sulla scia del conflitto israelo-libanese.
Il Capo di Stato Maggiore Generale viene nominato dal presidente ed è responsabile nei confronti del primo ministro. Il Consiglio dei ministri è responsabile verso il parlamento per le questioni di sicurezza nazionale e l'adeguata preparazione delle forze armate. Tuttavia, l'autorità di dichiarare guerra e di mandare le forze armate turche all'estero o per permettere a forze armate straniere di risiedere in Turchia, spetta esclusivamente al Parlamento. Dal 30 agosto 2010, il comandante delle forze armate è il Generale Necdet Özel.

## Economia

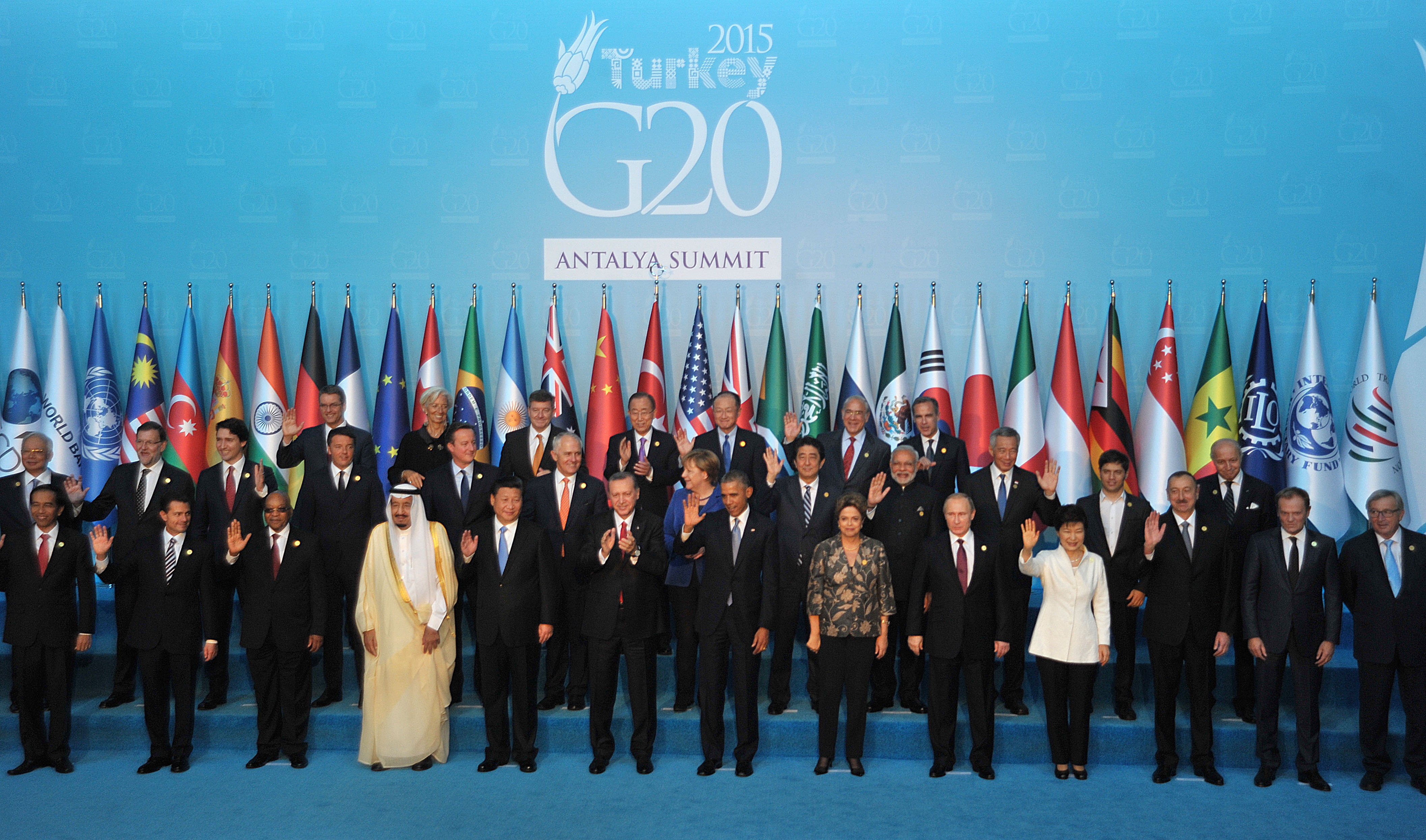
La Turchia è un membro fondatore dell'OCSE (1961) e del G20 (1999)

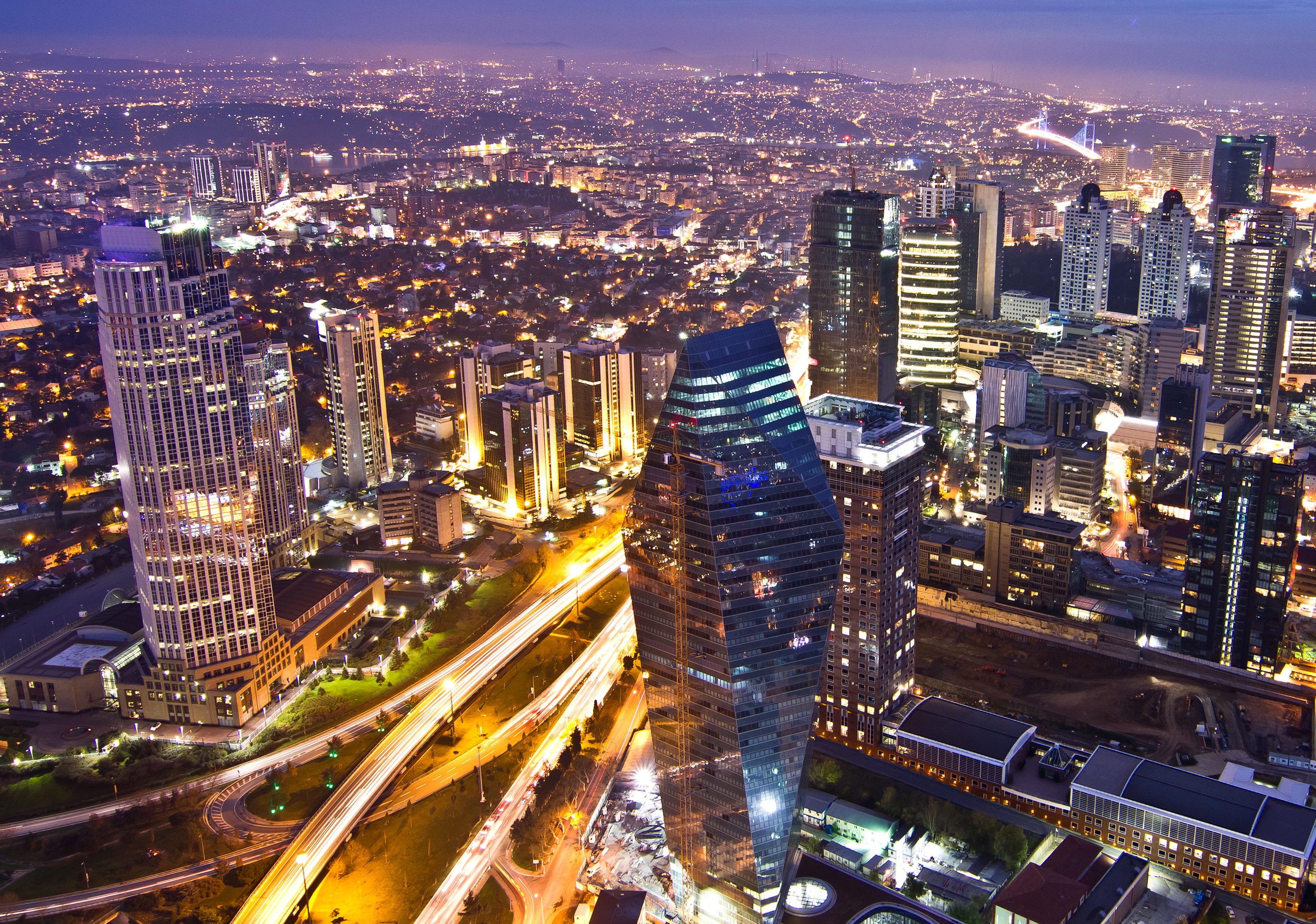
Il quartiere finanziario Levent nella parte europea di Istanbul

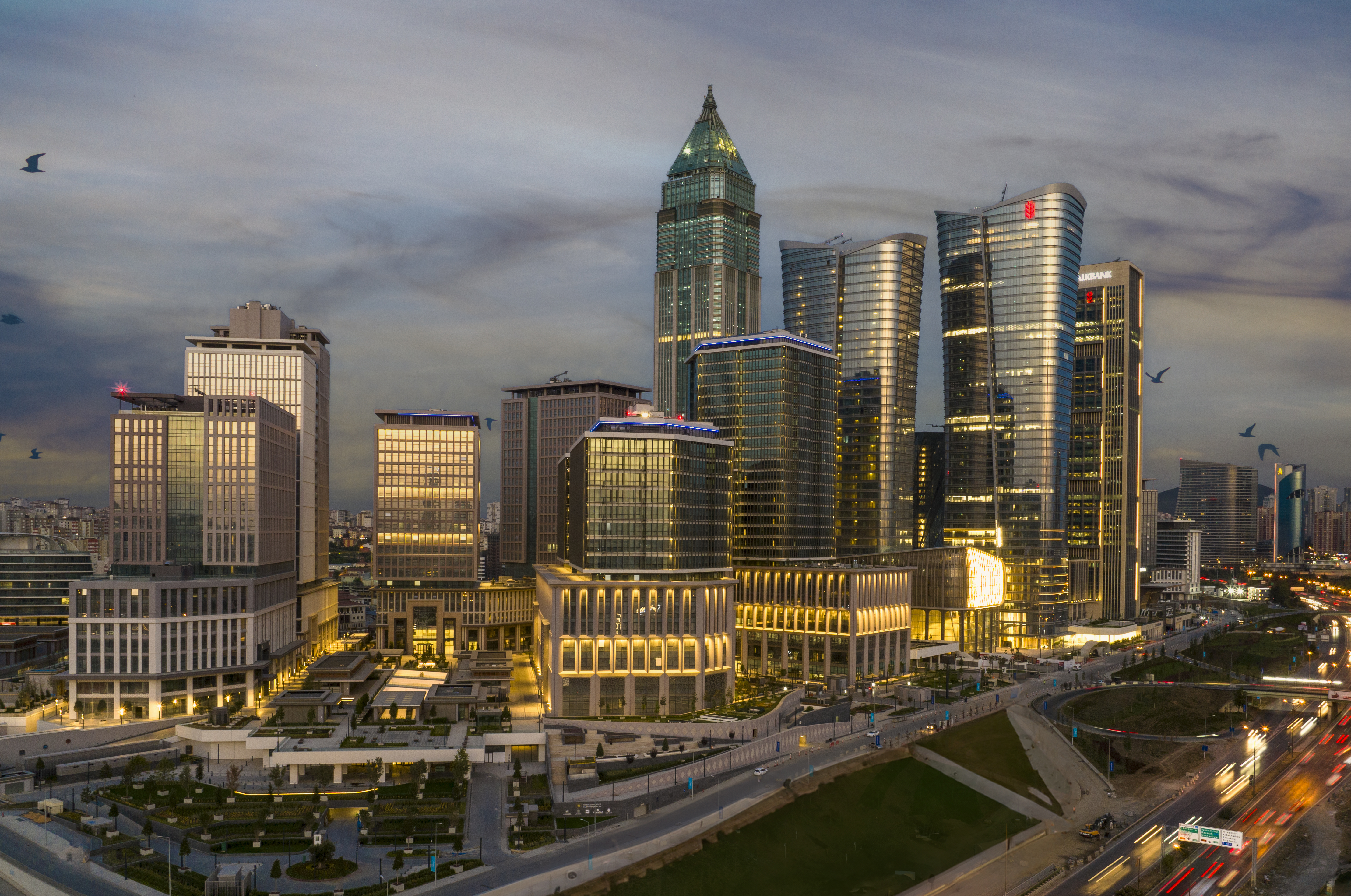
Istanbul Financial Center (IFC) è un nuovo centro finanziario nella parte asiatica della città, dove si trova la Torre della Banca centrale della Repubblica di Turchia, il grattacielo più alto del paese dal 2023, con un'altezza di 352 metri.

La Turchia è un membro fondatore dell'OCSE (1961) e del G20 (1999).
Sin dal governo kemalista la Turchia ha goduto di alcuni interventi statali, in modo che anche l'economia si modernizzasse in modo graduale. I vari governi hanno sempre avuto un ruolo di primo piano, nelle partecipazioni in aziende private, negli scambi e negli investimenti all'estero. Negli anni ottanta il Paese ha avviato alcune riforme, grazie al primo ministro Turgut Özal, e si è sempre più orientata all'economia di mercato. Da allora l'economia ha continuato a crescere, anche se ha conosciuto periodi di recessione come negli anni 1994, 1999 (in seguito al terremoto di quell'anno) e 2001.

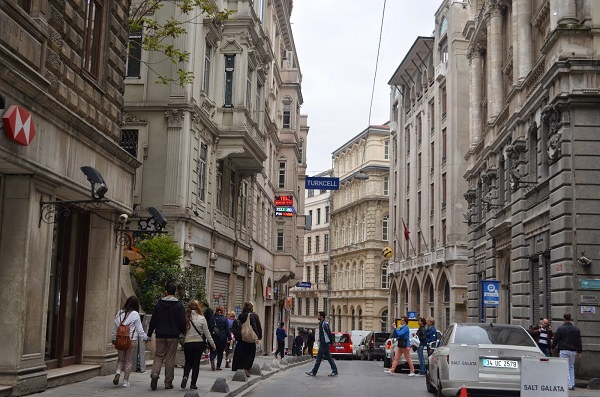
Bankalar Caddesi (Viale delle Banche) a Galata fu il centro finanziario di Istanbul durante il periodo ottomano

Dal 1981 al 2003, il reddito nazionale è aumentato in media del 4%. Peraltro la mancanza di altre riforme, le difficoltà del settore pubblico e la diffusa corruzione hanno provocato un aumento dell'inflazione, l'indebolimento del settore bancario e problemi interni alla macroeconomia.

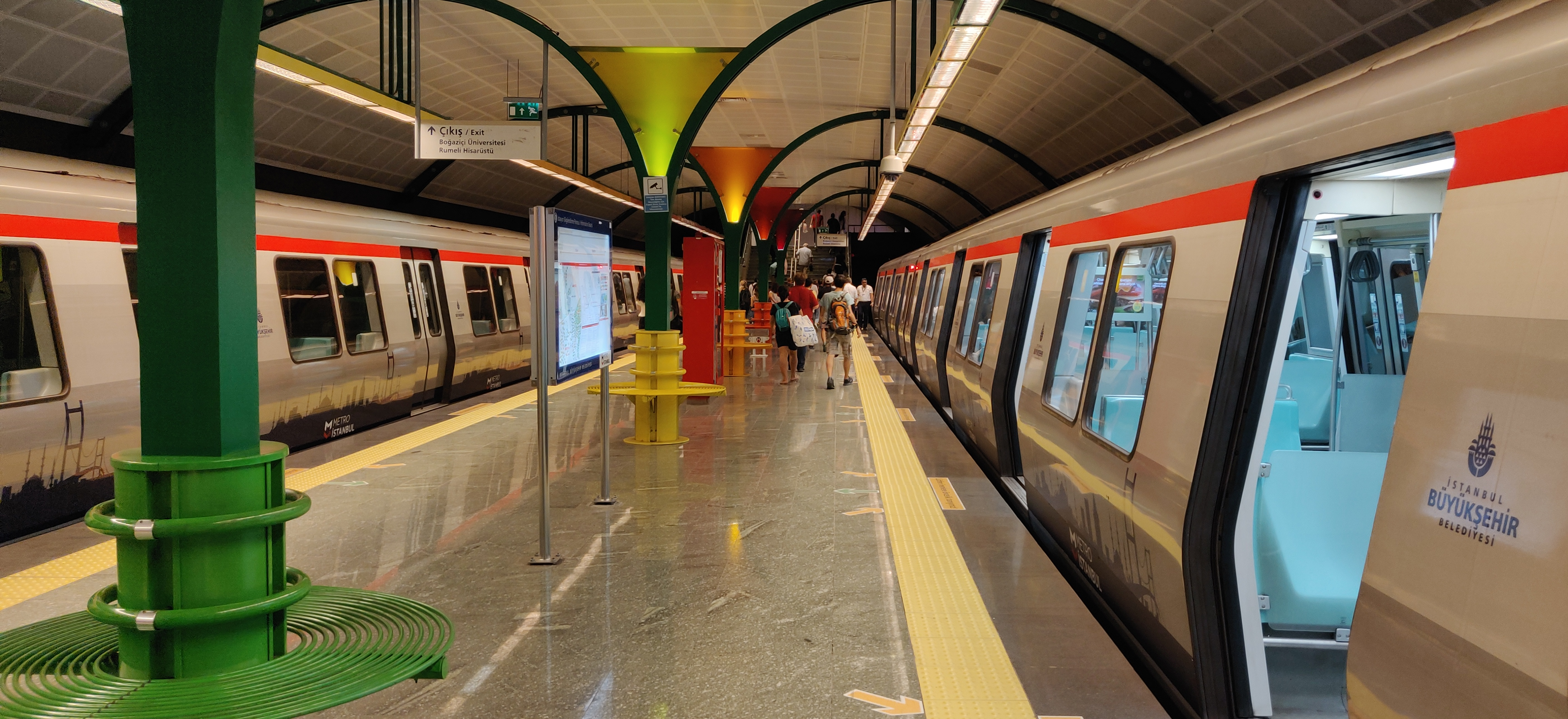
La stazione 'Boğaziçi Üniversitesi' della metropolitana di Istanbul

Dopo la crisi del 2001 e dopo le riforme iniziate dall'allora ministro delle finanze Kemal Derviş, l'inflazione è crollata, gli investimenti sono risaliti, e il numero di disoccupati è fortemente calato. La Turchia ha gradualmente aperto il proprio mercato grazie ad alcune riforme, riducendo i controlli statali sugli scambi esteri e controllando meglio le privatizzazioni.
Nel 2005 il reddito nazionale è ulteriormente salito del 7,4%, rendendo la Turchia uno degli Stati a più rapida crescita economica. Il Paese, agricolo in passato, è una media potenza industriale; le attività secondarie sono situate in gran parte sulle coste occidentali, insieme a servizi in rapido sviluppo (comunicazione, commercio, trasporti, banche, turismo). L'agricoltura produce l'11,9% del prodotto interno lordo, mentre l'industria contribuisce al 23,7% e i servizi al 64,5%. Soprattutto il turismo è cresciuto negli ultimi vent'anni, ed è la prima fonte di reddito del Paese. Nel 2005 la Turchia ha ospitato 24.124.501 visitatori, versando 18,2 miliardi di dollari nelle casse nazionali. Anche l'industria è cresciuta, sia grazie a forti investimenti esteri (specie da Stati Uniti e Germania) sia a imprese locali; i settori principali sono quelli automobilistico, tessile, dell'abbigliamento, elettronico e delle costruzioni.

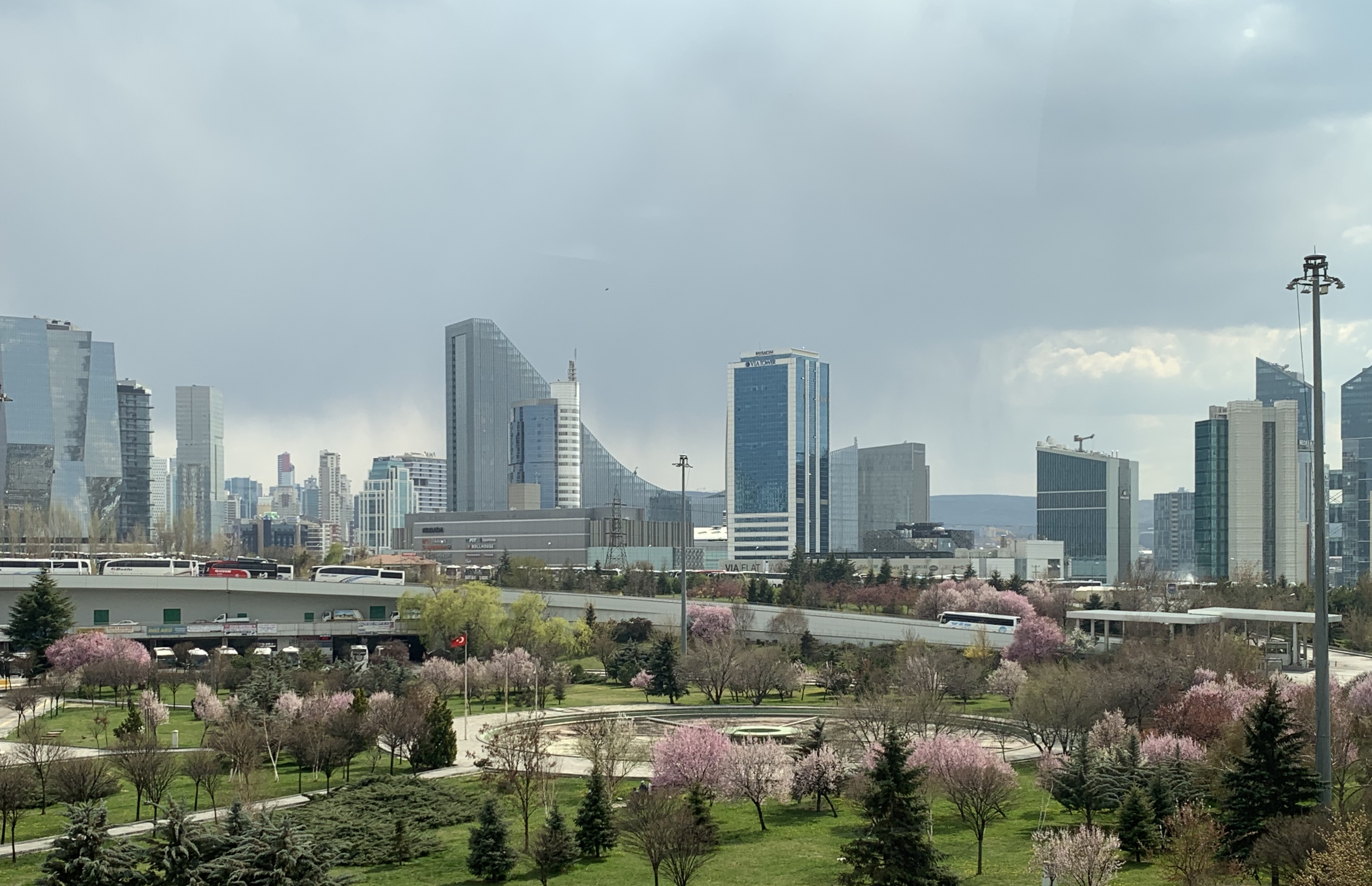
Il quartiere Söğütözü ad Ankara

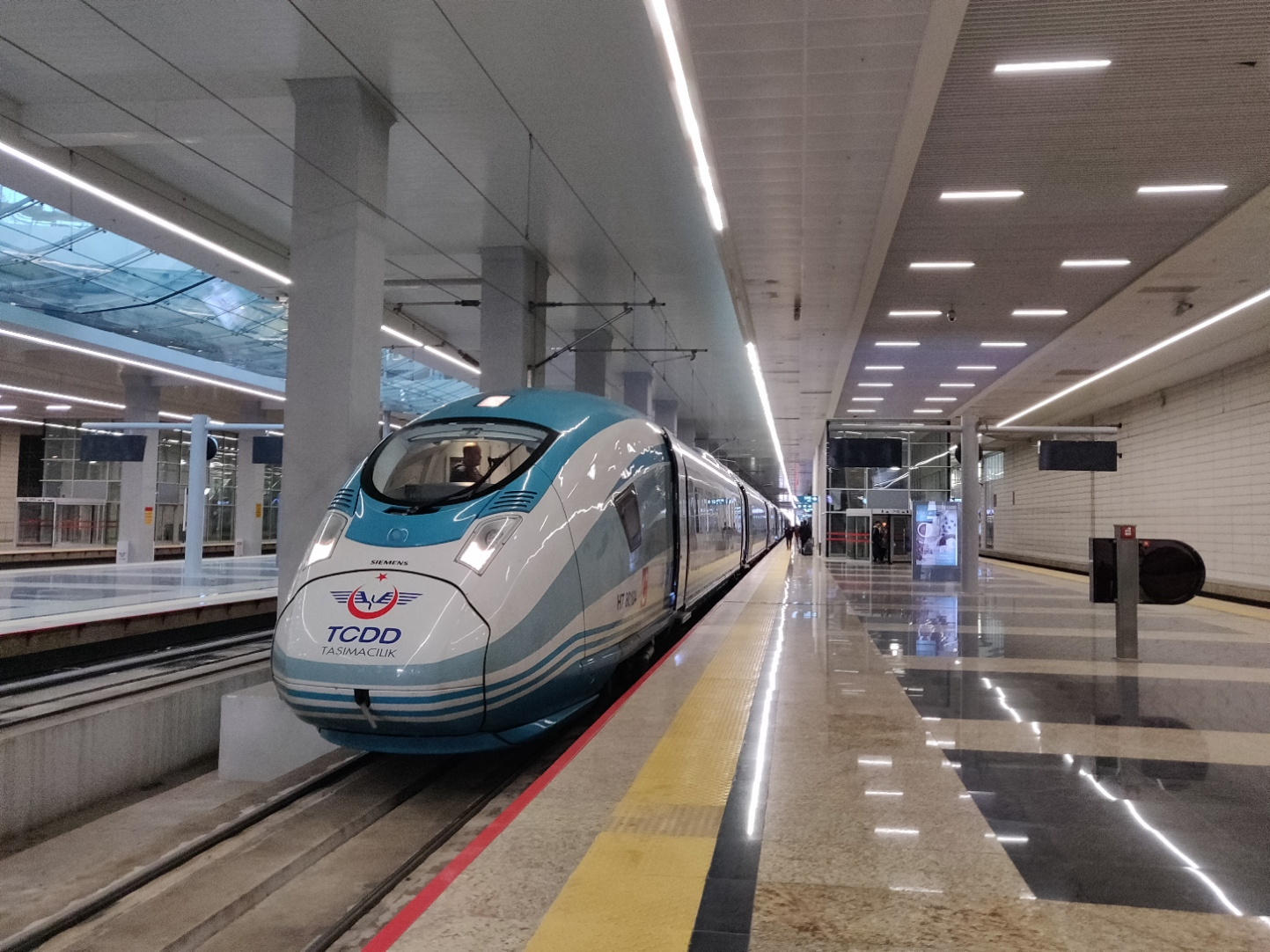
Un treno TCDD HT80000 (Siemens Velaro) ad Ankara

L'elevata inflazione è stata messa sotto controllo, e ciò ha indotto lo Stato a emettere una nuova moneta, per proseguire le riforme economiche e cancellare i vecchi squilibri. Il 1º gennaio 2005 è stata introdotta la nuova lira turca, pari a un milione della vecchia valuta. Grazie alle continue riforme economiche, l'inflazione è calata nel 2005 all'8,2% e la disoccupazione al 10,3%.
Il commercio estero si svolge in gran parte con l'Unione europea (59% delle esportazioni e 52% delle importazioni nel 2005), ma anche con Stati Uniti, Russia, Giappone e con la Cina. La Turchia si avvale di un'unione doganale con l'UE, firmata nel 1995, che ha aumentato la sua produzione industriale e attirato numerosi investimenti europei.

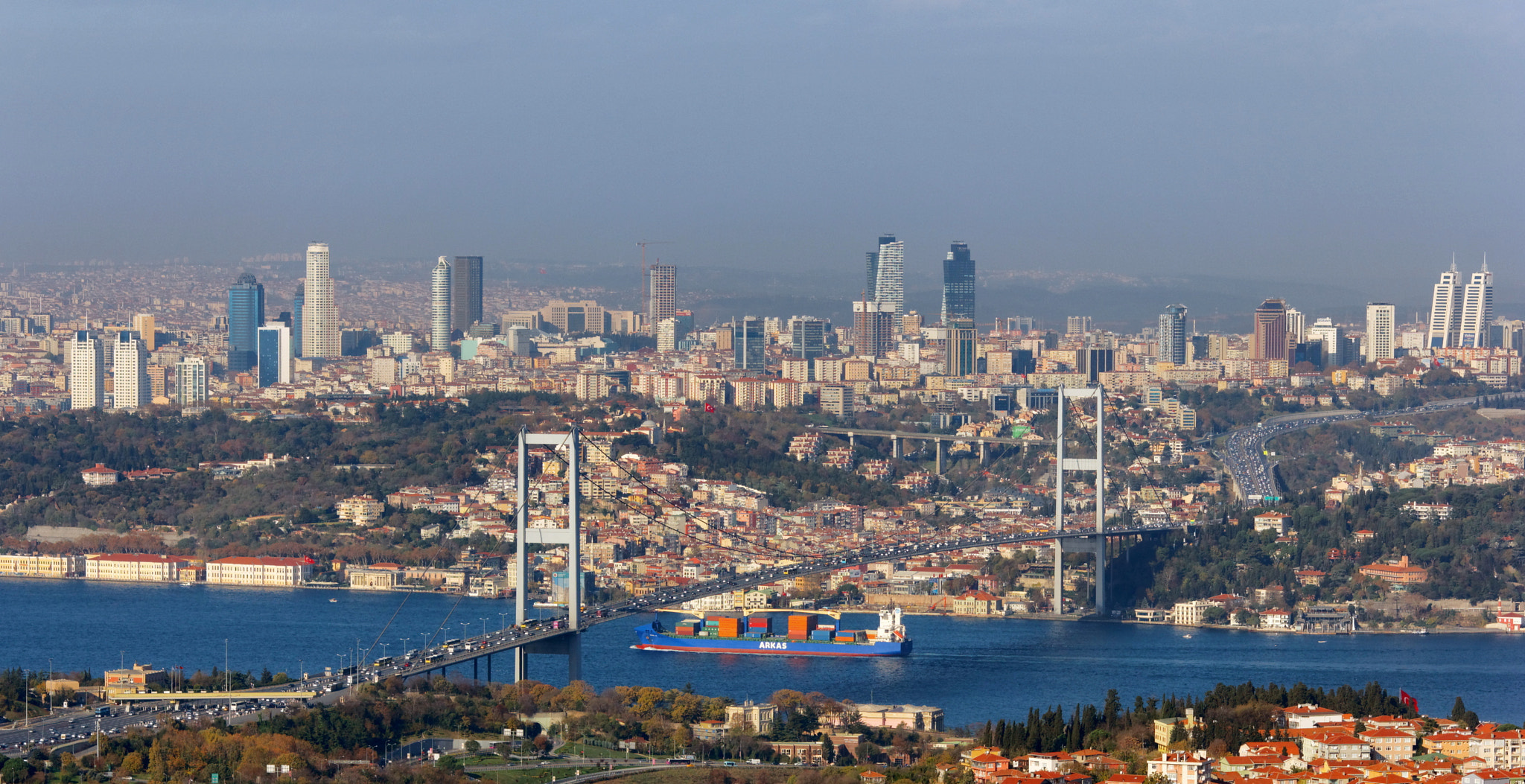
Il Ponte sul Bosforo (1973) è il più vecchio dei tre ponti sospesi e due tunnel sotterranei che attraversano lo stretto del Bosforo e connettono la parte europea di Istanbul con la parte asiatica

Nel 2005 le esportazioni sono ammontate a 73,5 miliardi di dollari, le importazioni a 116,8 miliardi, con aumenti del 16,3% e del 19,7% rispetto al 2004. Nel 2006 le esportazioni sono ammontate a 85,8 miliardi, con aumento del 16,8% dall'anno precedente, e nel 2007 il Paese ha esportato per 105,9 miliardi. Nel 2008 le esportazioni sono ammontate a 141,8 miliardi di dollari, e le importazioni a 204,8 miliardi di dollari. Le esportazioni verso i paesi dell'UE rappresentano circa il 42% di tutte le esportazioni turche. Le esportazioni turche verso l'Unione europea nel dicembre 2008, pari a circa 3 miliardi di euro, hanno subito un calo di quasi il 40% rispetto allo stesso mese nel 2007. Il tasso di disoccupazione in Turchia è dell'11%. Alla fine di novembre 2008, il tasso di disoccupazione era del 10,9%, rispetto al 9,7% nello stesso periodo nel 2007. Questi dati allarmanti hanno costretto il governo turco a cercare un nuovo accordo di prestito con il Fondo Monetario Internazionale.

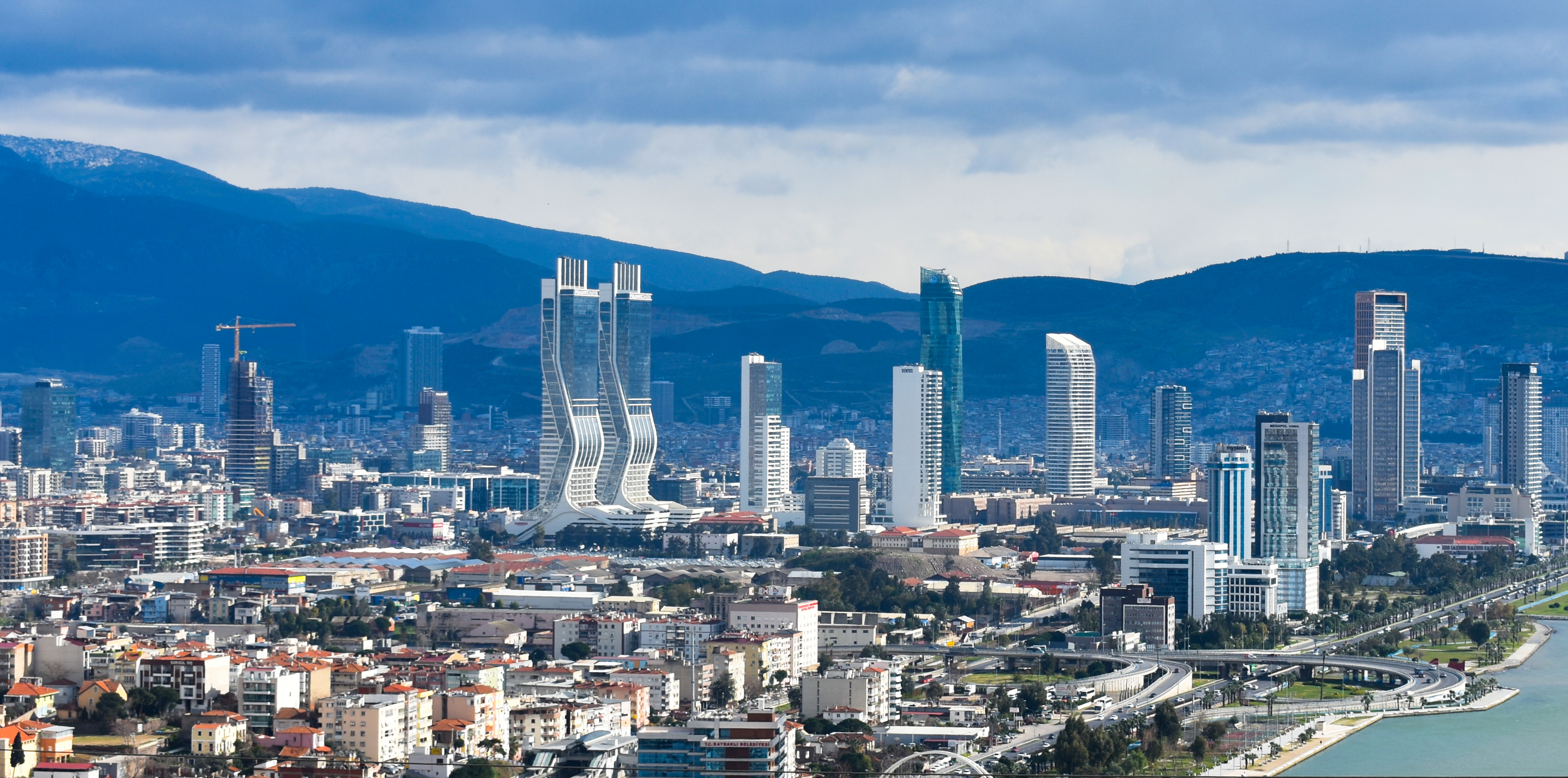
Il quartiere Bayraklı a Smirne

Nel 2006 la Turchia è riuscita ad attrarre investimenti dall'estero, per 19,9 miliardi di dollari. Le numerose privatizzazioni, la crescita economica costante e i cambiamenti strutturali nei settori bancario, commerciale e delle comunicazioni, hanno contribuito ad attrarre investimenti sia nazionali sia stranieri.

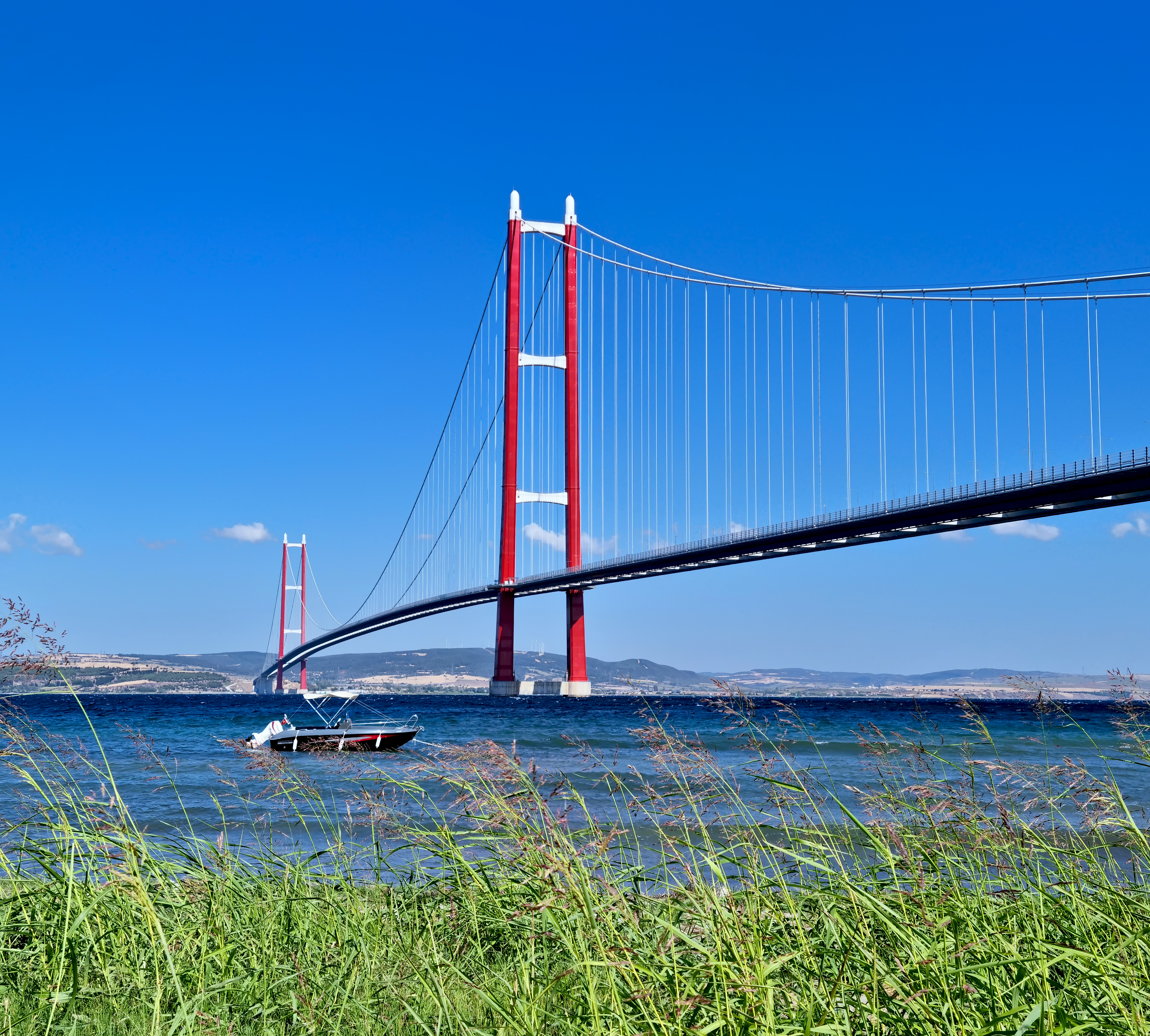
Veduta del ponte dei Dardanelli, dal 2022 il più lungo ponte sospeso al mondo

L'economia informale è significativa e in crescita. Nel 2015, uno studio dell'OCSE ha indicato che la quota di attività che producono beni e servizi al di fuori del controllo dello Stato ha superato il 28% del PIL. Il lavoro non contrattato, l'evasione fiscale, la corruzione e il traffico illegale di merci sono in aumento. La guerra in Siria ha portato all'immigrazione di milioni di rifugiati siriani in Turchia, che formano una forza lavoro vulnerabile allo sfruttamento; molti di questi lavoratori non sono dichiarati dai loro datori di lavoro e sono pagati molto poco.
La Turchia occupa una posizione geografica strategica; si trova all'incrocio delle principali rotte energetiche, e usa questa posizione per cercare di affermarsi in un ruolo di intermediazione. Può difendere la sua sicurezza energetica e i suoi interessi commerciali a livello regionale, e aumentare le sue entrate imponendo tasse sugli oleodotti e i gasdotti che passano attraverso il suo territorio. La Turchia smetterà di comprare completamente il petrolio iraniano nel 2019 per rispettare le sanzioni statunitensi.
Il tasso di disoccupazione nel 2019 è del 14,7%. La Turchia sta anche affrontando l'emigrazione di parte della sua gioventù istruita come conseguenza della crisi economica e della repressione politica. Il numero di partenze è in forte aumento con 113.326 partenze nel 2017, il 63% in più dell'anno precedente.
L'Unione Europea sta considerando di inserire la Turchia nella sua lista dei paradisi fiscali nel 2021, accusandola di non rispettare i suoi impegni sull'evasione fiscale.
Dal 2021 al 2022, la lira turca ha perso il 55% del suo valore nel cambio sul dollaro. Nell'agosto 2022, la svalutazione della moneta ha portato all'80% l'inflazione su base annua, in assenza di un rialzo dei tassi di interesse da parte della banca centrale turca, che non è indipendente dal governo.

### Lavoro minorile
Secondo un rapporto del governo turco del 2012 sul lavoro minorile, circa 900.000 bambini lavoravano in varie industrie, compresa l'agricoltura. Una ragione è che le imprese agricole con meno di 50 dipendenti non sono soggette al codice del lavoro.
Le cattive condizioni di lavoro sono regolarmente evidenziate dai gruppi per i diritti dei lavoratori. Il direttore dell'innovazione e della ricerca per la Fair Labor Association, Richa Mittal, dice che "in sei anni di monitoraggio, non abbiamo mai trovato una sola azienda di nocciole in Turchia in cui tutti gli standard di base del lavoro dignitoso fossero rispettati". Nel 2018, 67 bambini e adolescenti sono morti sul posto di lavoro secondo i dati ufficiali.

## Cultura

### Letteratura

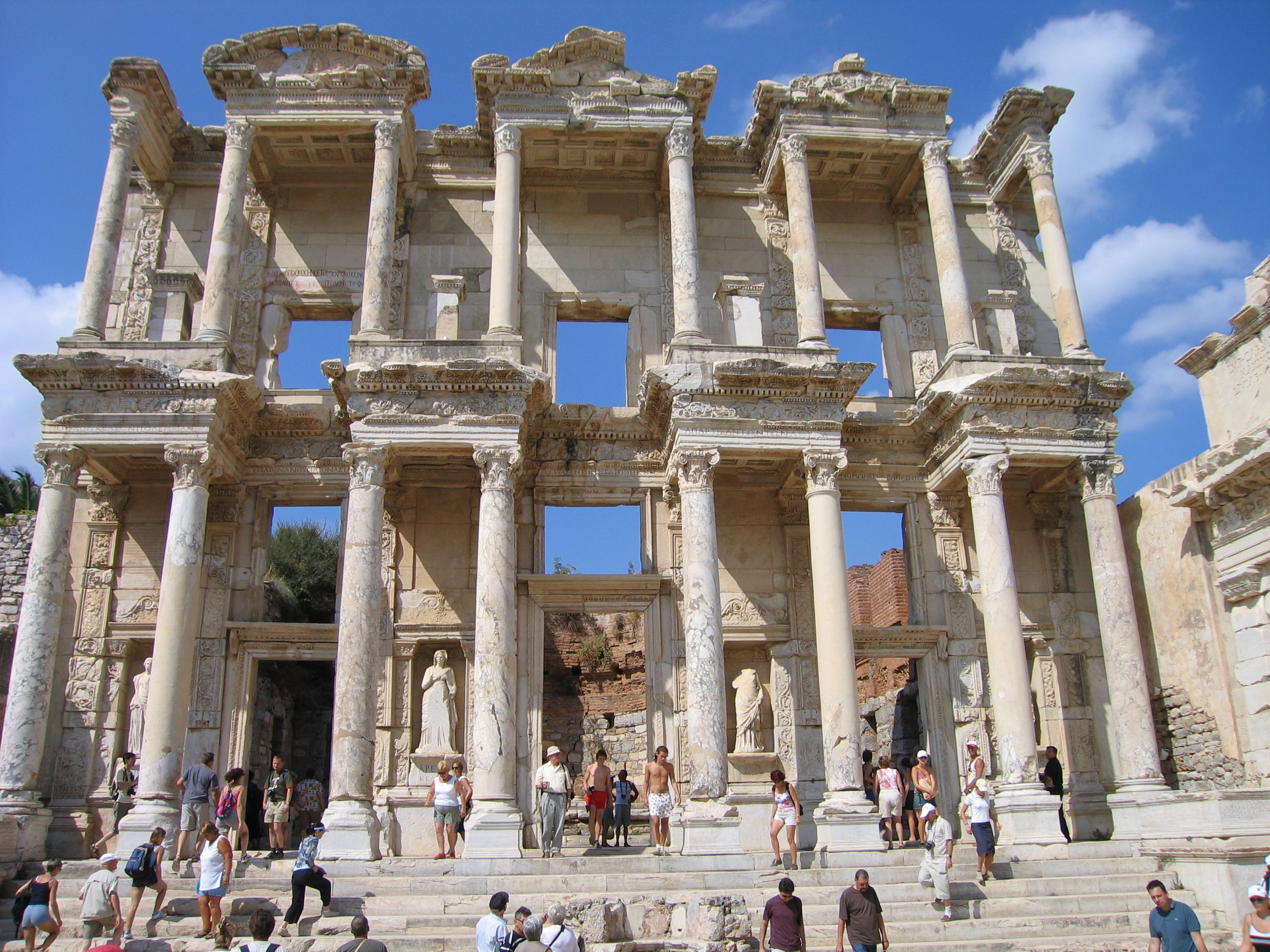
Biblioteca di Celso a Efeso, la dell'Impero romano (dopo Roma) fra il I secolo a.C. e il III secolo d.C. Il tempio di Artemide a Efeso fu una delle Sette meraviglie del mondo antico.

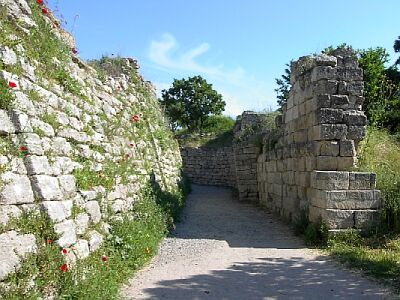
Le mura di Troia, il luogo della guerra di Troia narrata nell'Iliade di Omero

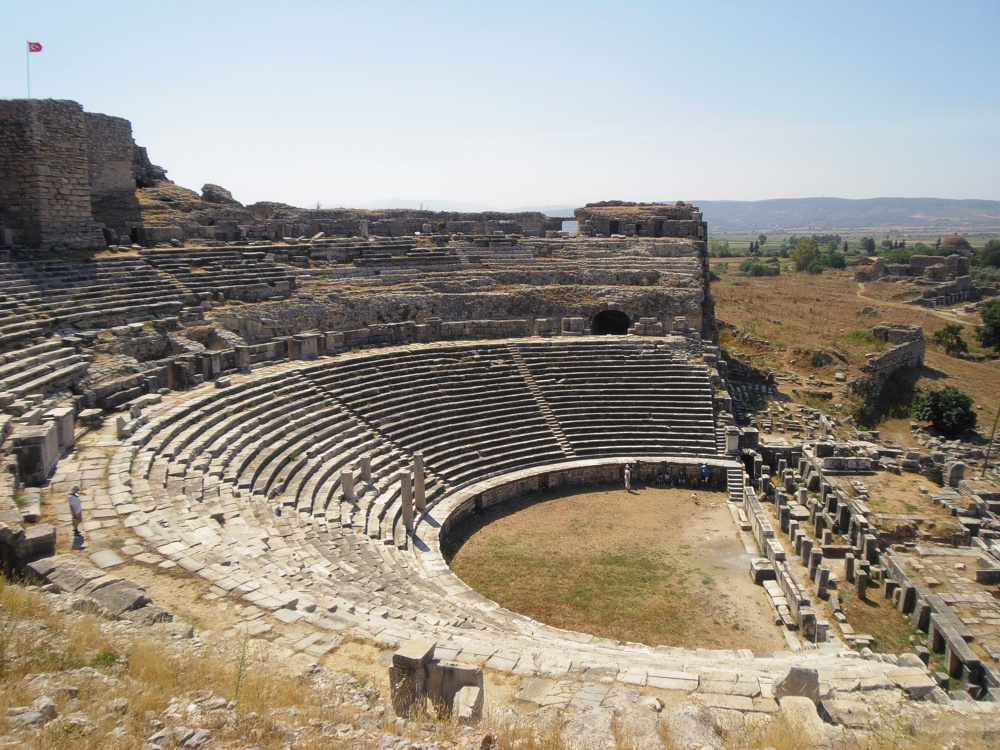
Il teatro di Mileto

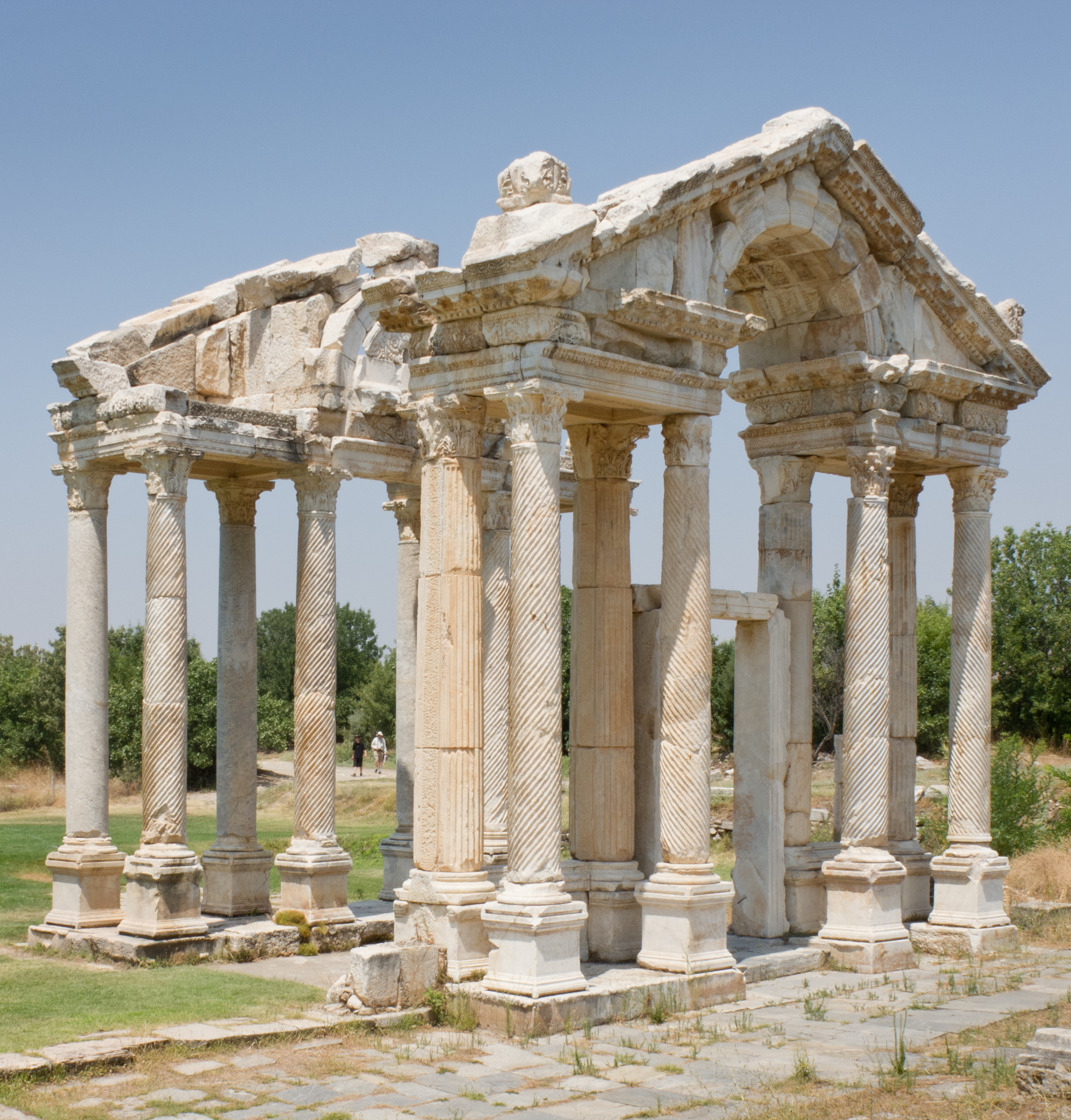
Il tetrapylon di Afrodisia

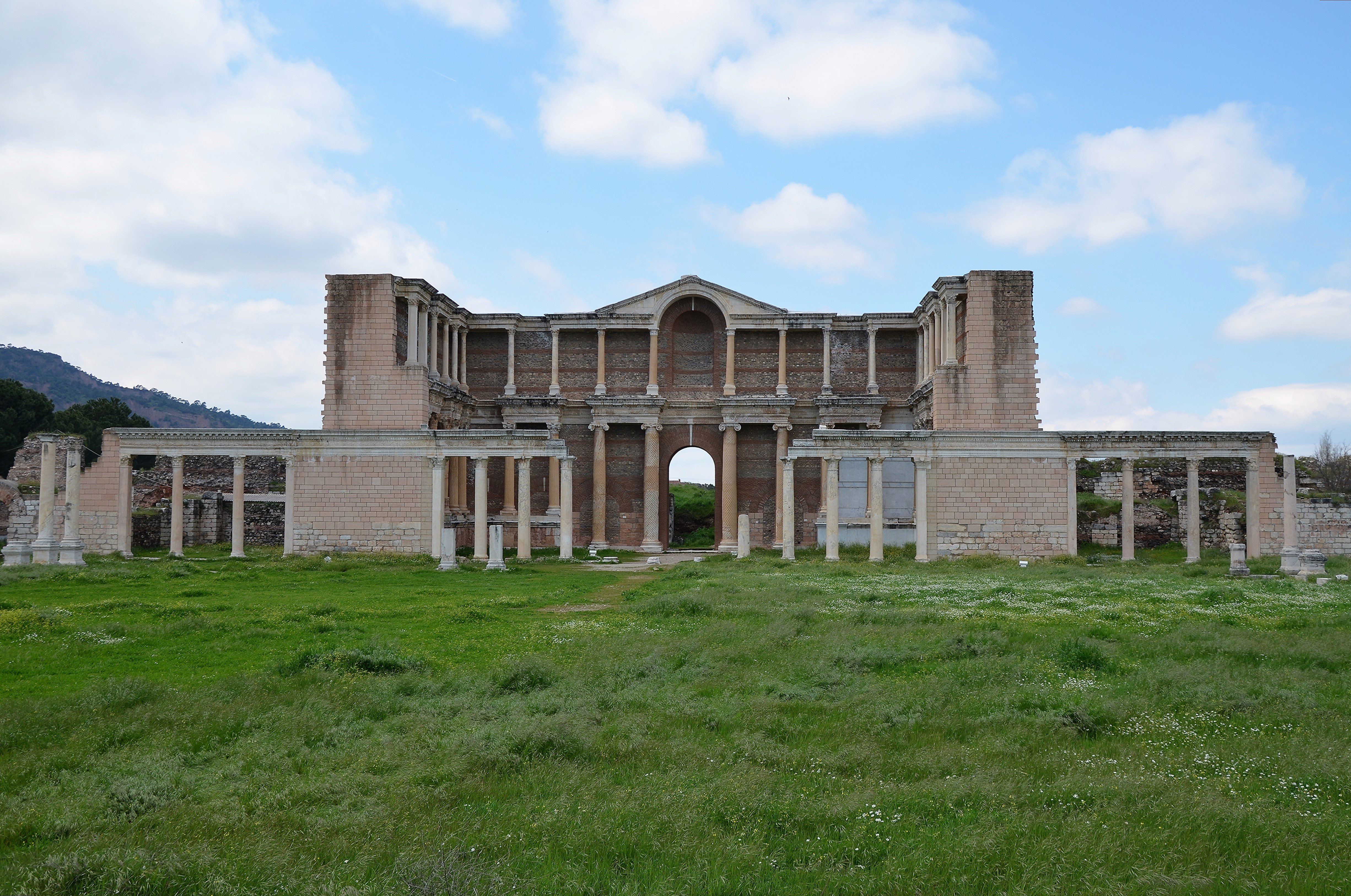
Il ginnasio di Sardi, capitale della Lidia. Secondo Erodoto, i lidi furono il primo popolo a introdurre l'uso di monete d'oro e d'argento e il primo a stabilire negozi per la vendita al minuto in località permanenti.

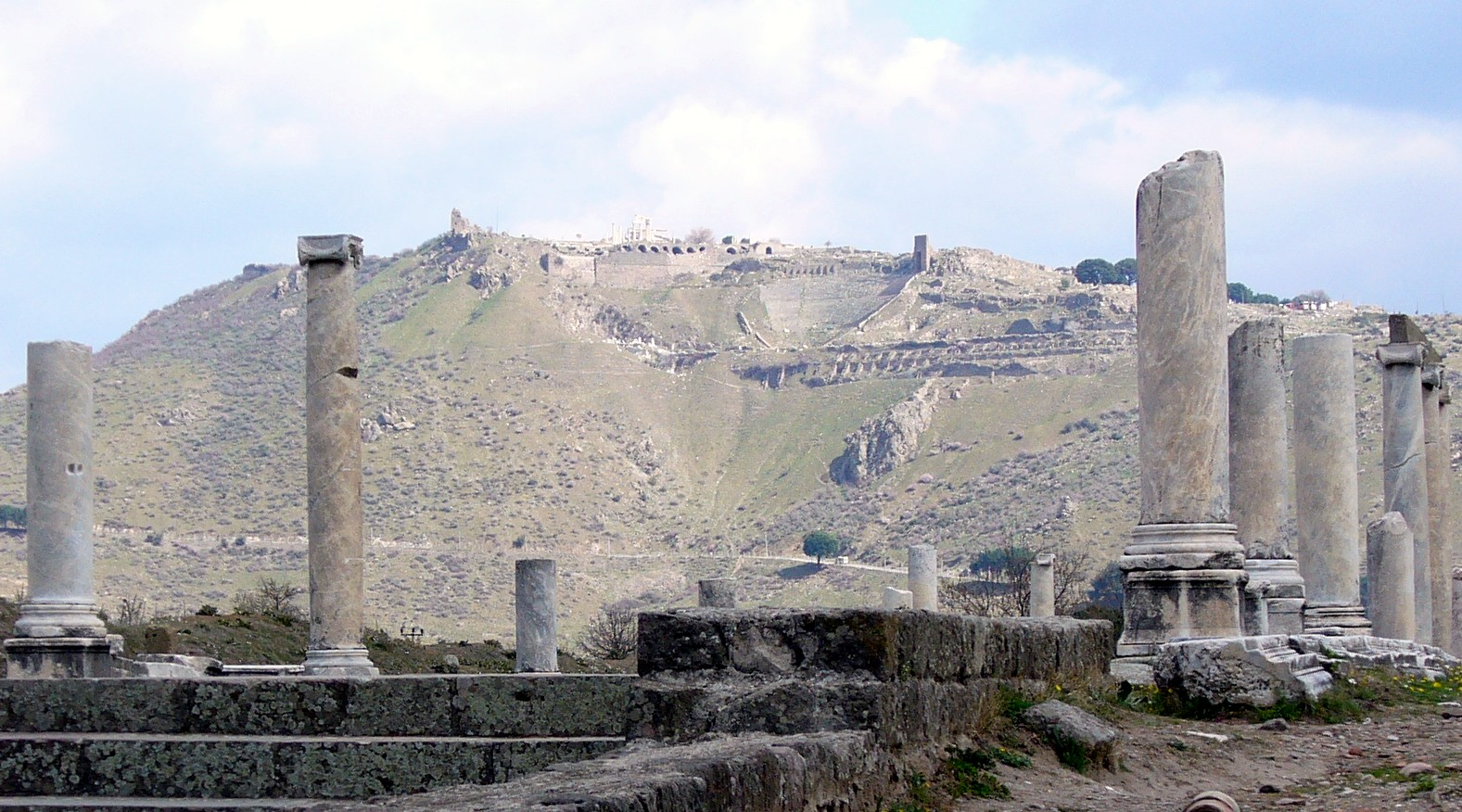
L'Acropoli di Pergamo vista dalla Via Tecta all'ingresso dell'Asclepeion

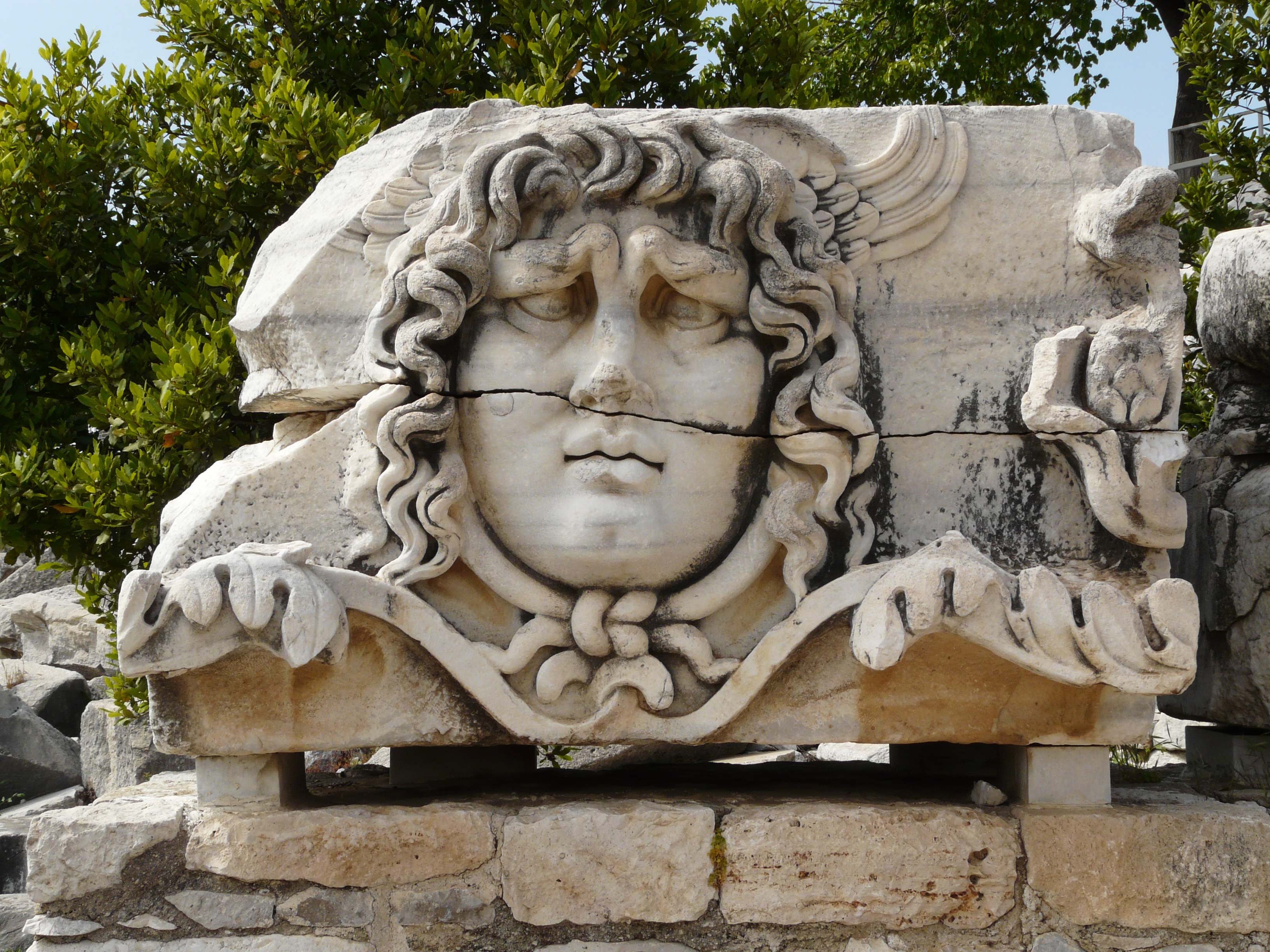
Testa di Medusa sul Tempio di Apollo (Didymaion) a Didima

La letteratura turca nasce nel medioevo a partire dall'incontro con l'Islam e le sue principali lingue di cultura, ossia l'arabo e il persiano, nonché con le relative floridissime tradizioni letterarie. Tra i primi nomi troviamo non a caso quelli del celeberrimo mistico persiano Gialal al-Din Rumi (m. 1273) e di suo figlio Sultan Veled, che diressero a Konya un famoso convento di dervisci (della confraternita dei Mevlevi, da essi fondata), e i cui non molti versi in turco mescolati alla preponderante produzione in persiano sono annoverati tra i primi monumenti di questa nascente letteratura; peraltro il primo grande nome della letteratura turca è quello di un mistico musulmano, Yunus Emre, celebre poeta e sufi del XIII-XIV secolo.
Al XV secolo risale probabilmente la prima redazione scritta di una grande saga epica in prosa il Dede Korkut, che circolava oralmente da almeno due secoli, rivendicata peraltro come epos nazionale anche dagli attuali azeri e dai turkemeni. Comunque è la letteratura persiana, soprattutto, che influenzò profondamente la genesi e lo sviluppo della letteratura colta, in particolare fornendo alla sua poesia i generi e gli stilemi, i temi e i contenuti, sicché scrittori bilingui (persiano-turco) sono comunissimi dagli esordi sino a tutto il periodo ottomano. Spesso poemi persiani classici vennero letteralmente "rifatti" in turco ottomano, venendo imitati temi e motivi, personaggi e persino i titoli delle opere originali. A segnalare la contiguità con la cultura letteraria persiana valga pure ricordare che un turco del XVI secolo e originario della Bosnia ottomana, Sudi, fu il massimo interprete e commentatore di Hafez, il "Petrarca" della lirica persiana classica.
Tra gli autori più noti del periodo classico si possono ricordare il poeta Mesihi (m. 1512) originario di Prishtina in Kossovo ma vissuto a Istanbul, autore di un celebrato Divan (Canzoniere) e cantore di maschili bellezze riassunte nella figura del "perturbatore della città" (shahr-ashub); il poeta Fuzûlî (m. 1556) autore trilingue, avendo composto poesia oltre che in turco e persiano anche in arabo, ma ricordato anche come matematico e astronomo; il "sultano dei poeti" Bâkî (m. 1600), poeta ufficiale di almeno quattro sultani da Solimano il Magnifico a Mehmet III, considerato il vertice della lirica ottomana; lo storico Sa'deddin (m. 1599) autore di una Corona delle storie che glorifica la dinastia regnante.
Appartiene già all'epoca postclassica il prosatore Evliya Çelebi (m. 1690 circa), gran viaggiatore e attento osservatore che fissò i suoi ricordi di 40 anni di viaggi al seguito di principi ottomani, che lo portarono anche in Europa da Vienna alla Svezia, in un memorabile Seyahatnâme (Libro di viaggi) la cui prima parte è un'importante descrizione della Costantinopoli del tempo. Alla "età del tulipano", cosiddetta dalla moda di coltivare questi fiori diffusasi all'inizio del XVIII secolo, appartengono due notevoli figure di poeti come Nedim (m. 1730), giudice professore di madrasa e bibliotecario del gran visir Ibrahim Pascià all'epoca del sultano Ahmed III, e il mistico Gâlib Dede (m. 1799), appartenente alla confraternita dei sufi Mevlevi e autore di un celebre poema allegorico (Bellezza e Amore), entrambi ampiamente influenzati dal lascito persiano; da ricordare anche Sunbulzade Vehbi (m. 1809), famoso per una tenzone in 800 versi dai toni spesso osceni tra un pederasta e un donnaiolo che vantano i meriti e vantaggi delle rispettive preferenze.
Tra i prosatori sono da ricordare gli storiografi Katip Çelebi (detto Hajji Khalifa, e conosciuto anche in Europa come Kalfa, m. 1657), bibliofilo, geografo, storico di vastissimi interessi e promotore di traduzioni da lingue europee (tra cui l'Atlas Minor di G. Mercator e L. Hondius), cui si deve l'inizio della occidentalizzazione del sapere scientifico; Hezarfenn (m. 1691), autore di una storia universale ma anche di trattati di etica e sulla organizzazione dell'impero e, infine, Na'ima di Aleppo (m. 1716) e Gevdet Pascià (m. 1895), che rivestirono la carica di "cronisti ufficiali" dell'impero. Da ricordare il novelliere Aziz Efendi di Creta (m. 1798) e il multiforme Seyyid Vehbi (m. 1736), poeta, ma ricordato soprattutto per l'opera in prosa Sur-name, una ricca descrizione delle feste di corte che si inserisce in un genere a sé stante.
Anche in questa letteratura, come del resto nella persiana, gli ambienti in cui poeti e scrittori poterono trovare ampio patronato, e dispiegare così il loro talento, sono riconducibili essenzialmente a quelli cortigiani, in particolare le corti ottomane, e a quelli delle confraternite mistiche. L'influenza persiana venne progressivamente scemando nel corso dell'Ottocento, man mano che si imponevano correnti filo-occidentali e europeizzanti, per arrestarsi quasi del tutto dopo la fine della prima guerra mondiale con l'avvento della Repubblica e la riforma della lingua (abbandono dell'alfabeto arabo a favore dell'introduzione di un alfabeto latino, ampia "de-persianizzazione" del lessico). Questo evento, che si coniugò con una svolta fortemente laica e marcatamente anticlericale, determinò un autentico trauma non solo nella storia letteraria, ma anche più in generale in quella culturale del paese.

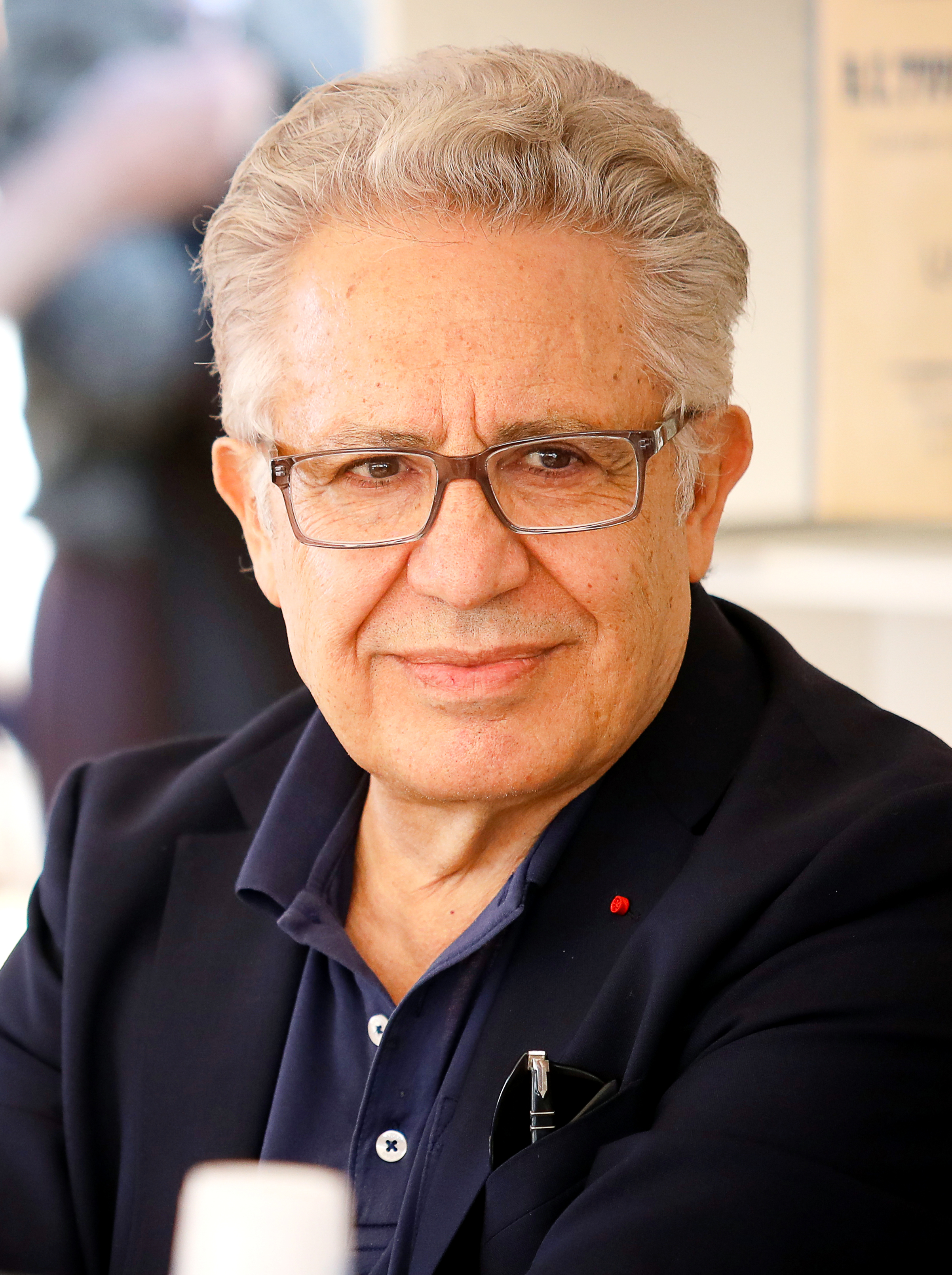
Zülfü Livaneli

Nel giro di una o due generazioni i turchi furono separati dalla loro ricca e variegata tradizione letteraria di epoca ottomana, semplicemente perché non più capaci di leggere una lingua che si era espressa in un altro alfabeto, quello arabo. La nuova letteratura turca di epoca repubblicana -preparata da un vasto movimento letterario ispirato al nazionalismo, in cui emersero il poeta Ziya Gökalp (m. 1924) e il novelliere Ömer Seyfettin (m. 1920) - ha certamente risentito di questa cesura con un passato che i padri della Repubblica avevano voluto cancellare con un decreto dall'alto. Per contrasto con la tradizione e il passato islamico, essa ha programmaticamente accentuato la rivalutazione del folklore turco preislamico (e panturco) e ha oltremodo enfatizzato il rapporto della Turchia con le correnti letterarie europee, soprattutto francesi. Il problema della conciliazione delle "due anime" della Turchia contemporanea -quella volta all'Europa e alla Modernità e quella che guarda nostalgica al passato islamico e prerepubblicano- latente per decenni, è tornato prepotentemente alla ribalta a partire dagli anni '80 del XX secolo con il revival dell'Islamismo militante. Queste tematiche sono ben presenti in numerosi autori contemporanei, tra cui è d'obbligo citare almeno Yakup Kadri (Terra matrigna, Mondadori, Milano 1941), Yaşar Kemal, İrfan Orga (Una famiglia turca, Passigli, Milano 2007) e soprattutto Orhan Pamuk, (Premio Nobel per la letteratura 2006) (primo turco a ricevere il Nobel), che è, con il poeta Nazım Hikmet (m. 1963), forse il più famoso e tradotto scrittore turco contemporaneo. Presso Einaudi è uscita quasi tutta l'opera di Pamuk; tra i romanzi più importanti, Il mio nome è Rosso, Neve, Il castello bianco, La casa del silenzio, Il libro nero.

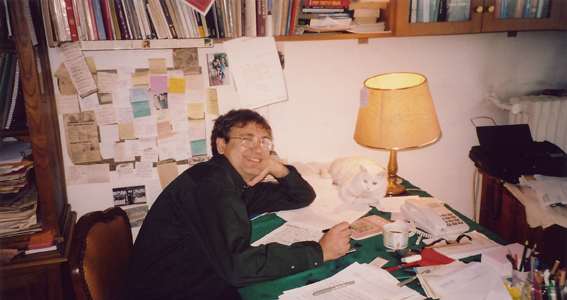
Orhan Pamuk, vincitore del Premio Nobel 2006, con il suo gatto d'Angora sulla scrivania

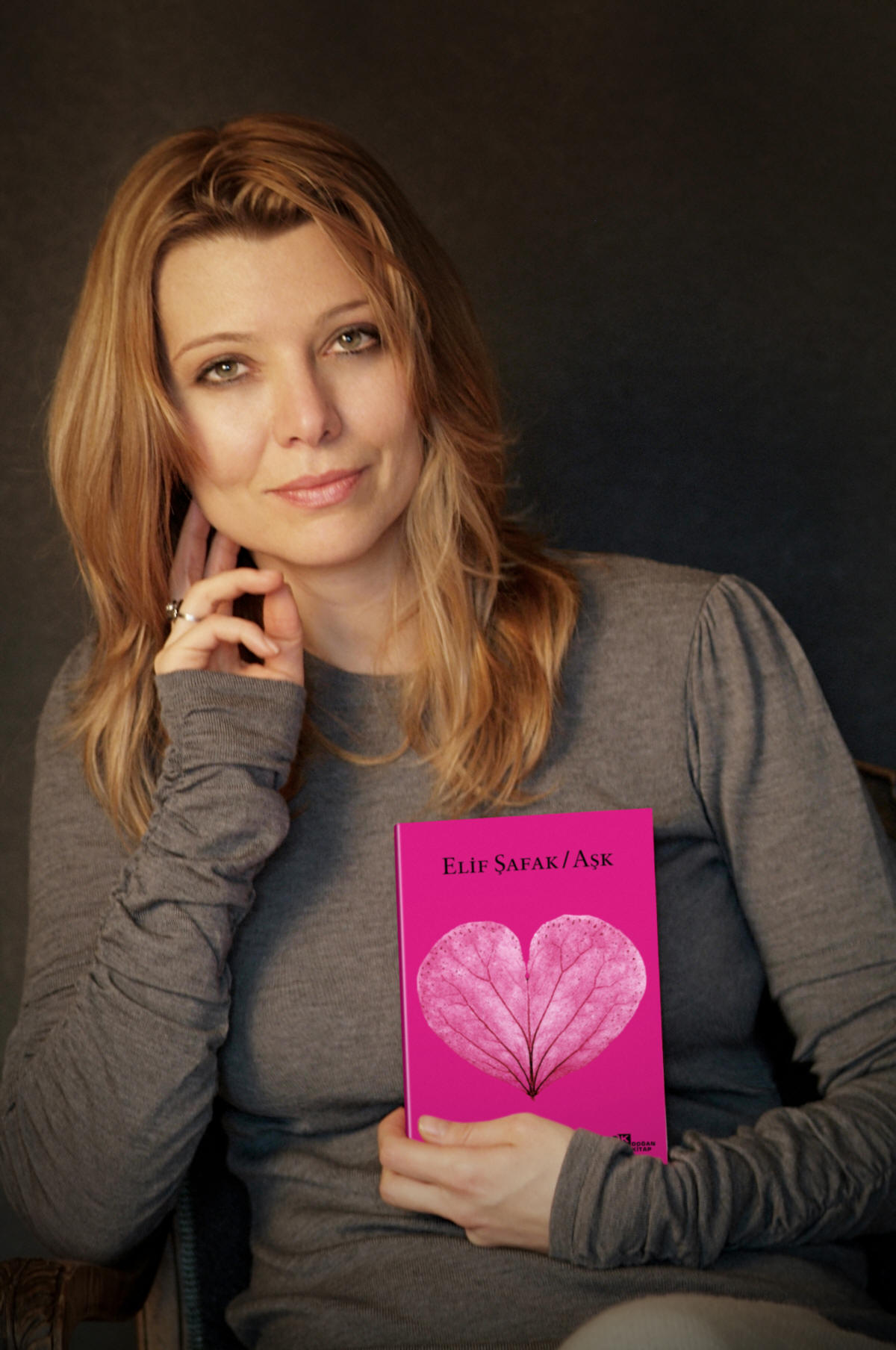
Elif Şafak

Altro importante poeta turco affermatosi agli inizi del xx secolo fu Mehmet Akif Ersoy. E ancora tra gli esponenti della poesia repubblicana ricordiamo Orhan Veli Kanık (1914-1950), che ruppe con la tradizione poetica ottomana.
Anche le tematiche di genere hanno conosciuto notevole sviluppo negli ultimi decenni, basti citare qui, tra le autrici note anche in traduzioni in lingue europee, Latife Tekin, Perihan Mağden (Due ragazze, Lain, Roma 2005), Buket Uzuner (Ada d'Ambra, Sellerio, Palermo 2003); pur tra difficoltà e autocensure, cominciano anche a essere tematizzati i delicati problemi interetnici, riconducibili essenzialmente alla questione della tragedia armena del primo Novecento (si veda il romanzo di Fethiye Çetin, Heranush, mia nonna, Alet, Milano 2007, oppure quello di Elif Şafak, (La bastarda di Istanbul, Rizzoli, Milano 2007), e alla più questione dell'irredentismo curdo (per cui si veda Zülfü Livaneli, Felicità, Gremese, Milano 2007). Non va infine dimenticato che, a seguito della forte emigrazione turca sin dagli anni '60 in Europa e segnatamente in Germania (oltre tre milioni di turchi), esiste ormai una notevole leva di scrittori turco-tedeschi, di formazione europea, tra cui ad esempio Feridun Zaimoğlu (Schiuma, Einaudi, Torino 1999) o Yadé Kara (Salam Berlino, Edizioni e/o, Roma 2005) che si esprimono preferibilmente nella lingua di Goethe, trattando nuove tematiche connesse ad esempio con i problemi dell'emigrazione, dell'integrazione, dei rapporti interculturali e interreligiosi.

### Musica
Il più diffuso genere di musica tradizionale e folklorica in Turchia è il türkü, che viene suonato con il saz.
Una forma tradizionale di spettacolo della Turchia è il meddah, incluso nel 2003 nella lista dei patrimoni immateriali dell'umanità dell'UNESCO.
Il 24 maggio 2003 la Turchia vinse l'Eurovision Song Contest che si tenne a Riga in Lettonia con la canzone Everyway That I Can di Sertab Erener.
Tra le più apprezzate cantanti turche di musica classica vi è Müzeyyen Senar (1918-2015), nota come la Diva della Repubblica e Zeki Müren, uno dei cantanti più apprezzati della musica classica turca.
Tra i cantautori turchi ricordiamo Barış Manço, che ha composto diverse canzoni, tradotte in varie lingue, tra cui in italiano come per esempio La Casa della Mamma Tulipano.
Per la musica pop, jazz, rock alternativo, ecc. ricordiamo la cantante Göksel, e il gruppo musicale Grup Yorum, noto per il genere folk rock.

### Cinema
In ambito cinematografico, tra i registi turchi che si sono affermati nel corso del XXI secolo spicca Nuri Bilge Ceylan, il cui film Le tre scimmie, nel 2008, è entrato nella "short-list" dei nove candidati per l'Oscar al miglior film straniero, e col film Il regno d'inverno - Winter Sleep ha vinto la Palma d'oro al Festival di Cannes 2014. Tra i registi che hanno avuto riconoscimenti internazionali possiamo ricordare Metin Erksan, Semih Kaplanoğlu e Yılmaz Erdoğan.

### Arte
Un aspetto culturale importante riveste anche l'arte della Turchia.

### Patrimoni dell'umanità
Numerosi siti della Turchia sono stati iscritti nella Lista dei patrimoni dell'umanità dell'UNESCO.

### Gastronomia
La cucina turca ha risentito della cucina ottomana e di quelle per esempio dell'Asia centrale, del Mediterraneo e del Caucaso.

## Scienza e tecnologia

### La Turchia nello spazio
- Il 10 agosto 1994 viene lanciato Türksat 1B, il primo satellite turco.
- Il 18 gennaio 2024 Alper Gezeravcı è il primo astronauta turco a volare nello spazio[113]

## Sport

### Motociclismo
Nella disciplina sportiva del motociclismo la Turchia si è distinta in particolare con Kenan Sofuoğlu, cinque volte campione mondiale, nel Campionato mondiale Supersport e con Toprak Razgatlıoğlu, campione del mondo Superbike nel 2021 e 2024.

### Calcio
La Nazionale di calcio turca, il cui capocannoniere è Hakan Şükür, con 51 reti, ha ottenuto buoni risultati, tra cui un terzo posto nel Campionato del Mondo 2002.
Tra i calciatori turchi più affermati spiccano Emre Belözoğlu e Rüştü Reçber, inseriti nella lista FIFA 100.

### Giochi olimpici
La prima medaglia d'oro olimpica per la Turchia fu conquistata nella lotta, pesi piuma, da Yaşar Erkan, ai Giochi olimpici di Berlino 1936. La prima medaglia olimpica per la Turchia fu la medaglia di bronzo vinta da Ahmet Kireççi, nella lotta libera pesi medi, a Berlino 1936.

## Festività
| Data        | Nome                                                             | Significato                                                                             |
| ----------- | ---------------------------------------------------------------- | --------------------------------------------------------------------------------------- |
| 23 aprile   | Sovranità Nazionale e Festa dei Bambini                          | apertura della Grande Assemblea Nazionale Turca ad Ankara nel 1920. Dedicato ai bambini |
| 19 maggio   | Commemorazione di Atatürk, festa della gioventù e dello sport    | celebra l'inizio della Guerra d'indipendenza turca, nel 1919                            |
| 30 agosto   | fine della guerra d'indipendenza: Guerra greco-turca (1919-1922) | Festa della vittoria sull'esercito greco, nel 1922                                      |
| 29 ottobre  | Giorno della Repubblica di Turchia                               | Festa nazionale: dichiarazione della Repubblica di Turchia, nel 1923                    |
| 10 novembre | Giorno del Ricordo                                               | anniversario della morte di Mustafa Kemal Atatürk, nel 1938                             |
| 24 novembre | Festa degli insegnanti                                           | celebrazione per gli insegnanti                                                         |